# Potvis

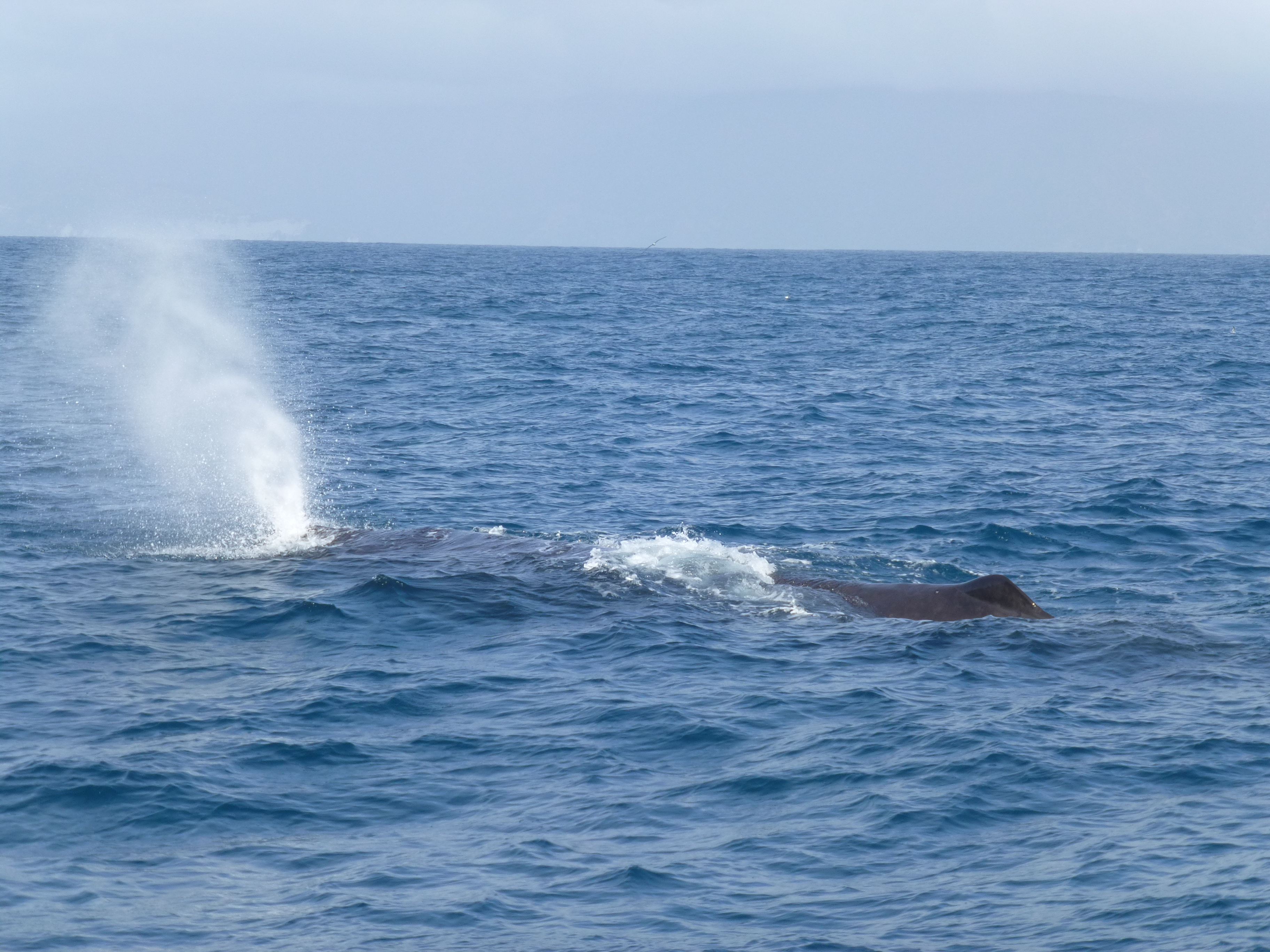
Potvis

De potvis of cachelot (Physeter macrocephalus) is een walvis uit de familie van de potvissen (Physeteridae).
De wetenschappelijke naam van de soort werd in 1758 gepubliceerd door Carl Linnaeus in de tiende editie van Systema naturae. Er is lange tijd onenigheid geweest over de wetenschappelijke naam van de potvis, maar de naam Physeter macrocephalus wordt tegenwoordig als algemeen aanvaard beschouwd.
De potvis is de grootste nog levende soort van de onderorde van de tandwalvissen (Odontoceti). Mannetjes kunnen een lichaamslengte bereiken van ongeveer achttien meter en een gewicht van 45 ton. Vrouwtjes blijven met een lengte tot elf meter en een gewicht tot 35 ton echter aanzienlijk kleiner. De lichaamskleur is grijs tot donkergrijs, de onderzijde is lichter en heeft vaak lichtere vlekken. Potvissen hebben een van de grootste verspreidingsgebieden van alle zeezoogdieren en komen vrijwel wereldwijd voor in alle diepere delen van de zee. Ze staan bekend als goede duikers die uren onder water kunnen blijven en meer dan drie kilometer diep kunnen duiken.
Op het menu staan voornamelijk pijlinktvissen en andere zeedieren zoals vissen. Vrouwtjes en hun jongen zwemmen in groepen in tropische wateren terwijl mannetjes in afzonderlijke groepen verblijven of alleen leven. Af en toe voegen de mannetjes- en vrouwtjesgroepen zich samen om te paren. De belangrijkste natuurlijke vijand is de orka (Orcinus orca).
De mens heeft de potvis bijna op de rand van uitsterven gebracht door de intensieve walvisjacht om het vlees en het vet van het dier te verkrijgen. De potvis werd hierdoor in de negentiende en twintigste eeuw in aantal gedecimeerd maar tegenwoordig is de jacht op dit dier verboden. De belangrijkste bedreigingen zijn aanvaringen met schepen, verstrikking in visnetten en ander menselijk afval en door mensen gecreëerde onderwatergeluiden. Mogelijk vormt ook klimaatverandering een toekomstige bedreiging.

## Naamgeving

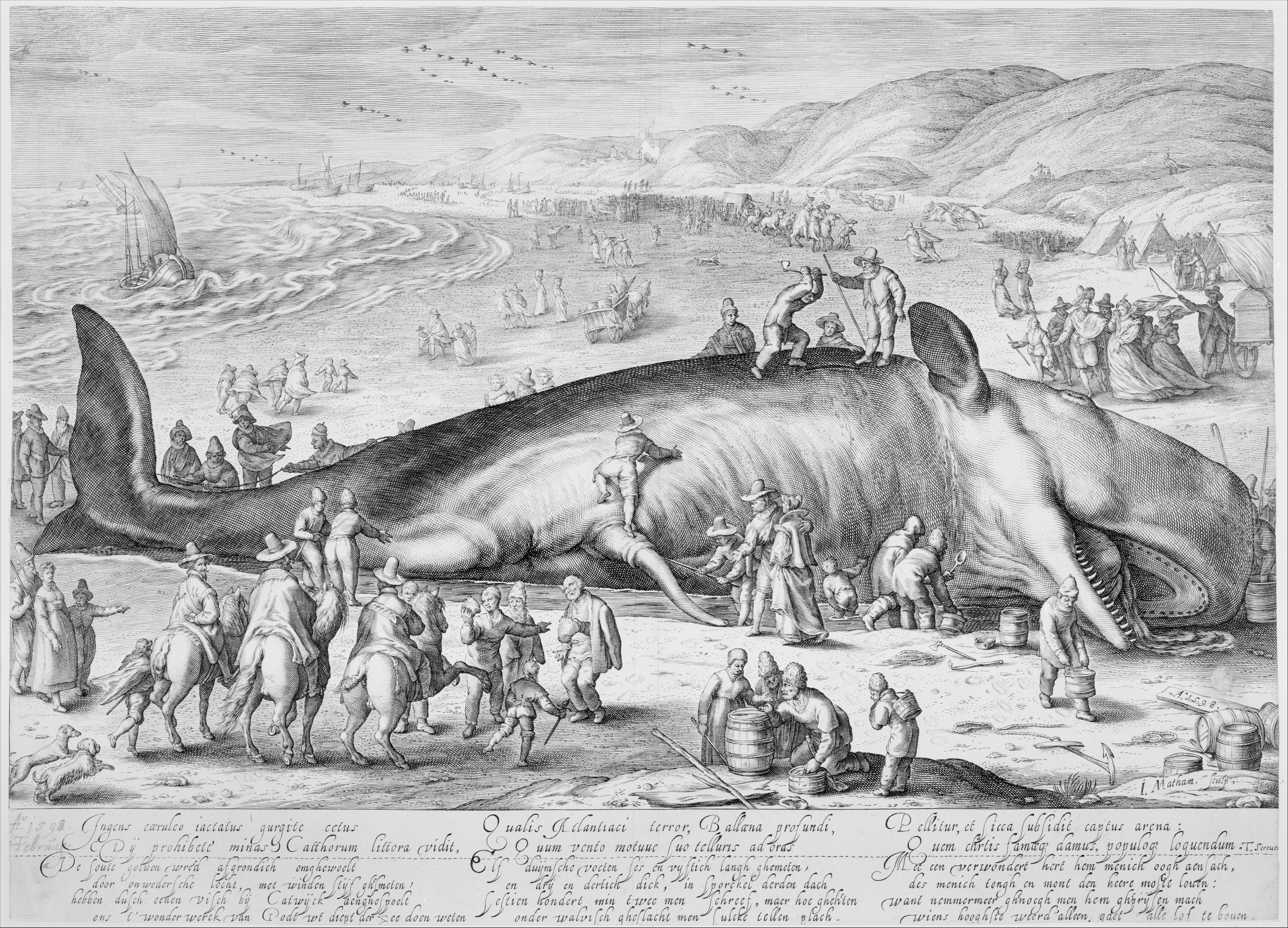
Het exemplaar dat in 1598 strandde in Berkheide werd als lectotype aangewezen. Afgebeeld is een gravure van Jacob Matham (1571 – 1631).

De naam potvis slaat vermoedelijk op de grote, dikke kop. Het woord 'pot' werd vroeger niet alleen gebruikt voor aardewerk (potten) maar ook voor dingen die een rond en plomp uiterlijk hadden.
De geslachtsnaam Physeter is afgeleid van het Griekse physētēr en betekent vrij vertaald 'blaaspijp' of 'balg'. De soortaanduiding macrocephalus betekent vrij vertaald 'grote kop'; macros = groot en kephalē  = kop.
De potvis was in de oudheid een imposante verschijning en werd al door Plinius de Oudere omschreven als een 'orka' met scherpe en snijdende tanden. Twee potvissen die strandden in Nederland en veel walschot opleverde werden beschreven door Albertus Magnus. Latere beschrijvingen van de potvis zijn bekend van natuuronderzoekers uit de renaissance die echter maar deels gebaseerd waren op feiten en deels op mythen. Voorbeelden van dergelijke schrijvers waren Guillaume Rondelet (1507 – 1566), Conrad Gesner (1516 – 1565) en Pierre Belon (1517 – 1564 of 1565). Een andere beschrijving is bekend van de Franse arts Ambroise Paré (ca. 1510 – 1590). Later werd een in Schotland gestrande potvis bestudeerd door Robert Sibbald (1641 – 1722).
In 1738 publiceerde Peter Artedi (1705 – 1735) postuum een artikel waarin hij stelde dat de potvis verdeeld zou moeten worden in vier verschillende ondersoorten. Artedi kreeg bijval van de Schotse natuurfilosoof John Anderson (1726 – 1796). In 1756 stelde Mathurin Jacques Brisson dat er wel zeven ondersoorten moesten zijn en Carl Linnaeus stelde dat in 1758 weer bij tot vier ondersoorten: Physeter catodon, P. macrocephalus, P. microps en P. tursio. De ondersoorten P. microps en P. tursio werden beschreven als dieren met een hoge rugvin en worden beschouwd als verkeerd geïdentificeerd aangezien bij de potvis een rugvin ontbreekt.
Door de meeste biologen wordt de naam Physeter macrocephalus als de juiste naam gezien en wordt P. cathodon als een synoniem beschouwd. Ook de International Commission on Zoological Nomenclature, een internationale organisatie die verantwoordelijk is voor de nomenclatuur van dieren, beschouwt P. macrocephalus als de juiste naam.
Het eerst beschreven exemplaar van een diersoort wordt doorgaans geprepareerd en wordt het holotype genoemd. Linnaeus beschreef de potvis echter op basis van een exemplaar dat eeuwen geleden werd gevonden en niet meer bestaat. Hierdoor werd door de biologen Lipke Holthuis en Antonius Husson in 1974 een lectotype aangewezen. Dit betrof een mannetje 'van 16 tot 21 meter' dat strandde bij Berkheide op 3 februari 1598. De stranding werd beschreven door Carolus Clusius in 1605. Holthuis en Husson wezen daarnaast ook een neotype aan; een zestien meter lang mannetje dat strandde op 24 februari 1937 op Middelplaat.
De potvis is daarnaast onder vele wetenschappelijke namen beschreven waarvan een selectie is opgenomen in de onderstaande tabel.
| Verouderde wetenschappelijke namen van de potvis | Verouderde wetenschappelijke namen van de potvis | Verouderde wetenschappelijke namen van de potvis | Verouderde wetenschappelijke namen van de potvis |
| Wetenschappelijke naam                           | Auteur                                           | Beschrijving | Status                                           |
| ------------------------------------------------ | ------------------------------------------------ | --- | ------------------------------------------------ |
| Physeter catodon                                 | Linnaeus, 1758                                   | Waarschijnlijk is de beschrijving gebaseerd op een kruising tussen een potvis en een griend. De naam werd beschouwd als nomen dubium maar later werd een neotype aangewezen (een exemplaar dat in 1937 in Middenplaat werd gevonden) welke nog steeds in een museumcollectie aanwezig is.                                                             | nomen dubium                                     |
| Physeter microps                                 | Linnaeus, 1758                                   | De beschrijving is gebaseerd op een waarneming van Artedi uit 1738. Het betreft echter een dier met een hoge rugvin, die bij de potvis ontbreekt. Mogelijk is de beschrijving gebaseerd op verschillende dieren. De naam werd beschouwd als een junior synoniem maar er is geen type-exemplaar bekend.                                                | nomen dubium                                     |
| Physeter tursio                                  | Linnaeus, 1758                                   | Eveneens gebaseerd op een waarneming van een andere potvis door Artedi uit 1738. De beschrijving vermeld een hoge rugvin en afgeplatte tanden welke bij de potvis niet voorkomen. De naam werd beschouwd als een junior synoniem maar er is geen type-exemplaar bekend.                                                                               | nomen dubium                                     |
| Physeter novae angliae                           | Borowski, 1781                                   | De potvis wordt summier beschreven op basis van enkele schetsen van een exemplaar uit New England. Een type-exemplaar is niet bekend. . | synoniem                                         |
| Physeter andersonii                              | Borowski, 1781                                   | Borowski beschrijft een exemplaar dat vermeld is door Brisson in 1756. Er is een typelocatie bekend maar geen holotype. Hoewel Borowski een tekening publiceerde in 1780 dook de naam pas een jaar later op in een van teksten voorziene versie. | junior synoniem                                  |
| Phiseter [sic] trumpo                            | Bonnaterre, 1789                                 | De beschrijving bestaat uit een gedetailleerde tekening en enkele lichaamskenmerken en is gebaseerd op een gestrande potvis in Frankrijk. Het dier werd waarschijnlijk nooit in een museumcollectie opgenomen. | junor synoniem                                   |
| Phiseter [sic] cylindricus                       | Bonnaterre, 1789                                 | Bonnaterre gaf een summiere beschrijving van een dier dat werd vermeld door Anderson in 1746. Er is geen type-exemplaar bekend, uit de illustratie die Bonnaterre heeft toegevoegd blijkt duidelijk dat het een potvis betreft. | junior synoniem                                  |
| Phiseter [sic] Mular                             | Bonnaterre, 1789                                 | Zowel de geslachtsnaam als de soortaanduiding zijn onjuist gespeld. Deze derde beschrijving van Bonnaterre in een jaar is eveneens gebaseerd op een waarneming van Anderson. De soortaanduiding is gebaseerd op de triviale naam die werd gegeven door Bayer in 1733.                                                                                 | junior synoniem                                  |
| Physeter maximus                                 | Cuvier, 1798                                     | De beschrijving van Cuvier is er beperkt en bevat geen illustraties of details betreffende de uiterlijke kenmerken. De type-exemplaar is een exemplaar dat tezamen met 30 andere exemplaren strandde in Audierne (Frankrijk). Er is waarschijnlijk een schedel van het holotype bewaard gebleven; een juveniel exemplaar dat in 1784 werd ingebracht. | junior synoniem                                  |
| Catodon svineval                                 | Lacépède, 1804                                   | Lacépède gaf een korte beschrijving gebaseerd op gestrande dieren in Noorwegen zonder gedetailleerde lichaamskenmerken of een illustratie. Er is geen type-exemplaar bekend, mogelijk is de beschrijving gebaseerd op grienden. | junior synoniem                                  |
| Physeter orthodon                                | Lacépède, 1804                                   | De beschrijving bevat enkele lichaamskenmerken en de lichaamskleur en is gebaseerd op waarnemingen van Anderson uit 1746. De typelocatie is Groenland, er is geen typesoort bekend. | junior synoniem                                  |
| Physeter urganatus                               | Rafinesque, 1814                                 | Rafinesque baseerde zijn waarnemingen op een tekening van Mongitore uit 1743. Hoewel deze illustratie niet erg natuurgetrouw is gaat het waarschijnlijk wel om een potvis. | junior synoniem                                  |
| Physeterus [sic] sulcatus                        | Lacépède, 1818                                   | De beschrijving is erg summier en betreft een exemplaar uit Japan, gebaseerd op een ongepubliceerde tekening. Er is geen type-exemplaar bekend. | junior synoniem                                  |
| Physeter australasianus                          | Desmoulins, 1822                                 | Des Moulins beschreef een exemplaar op basis van een prent die twee jaar later werd gepubliceerd. De typelocatie van dit exemplaar werd later beschreven als de Molukken en Nieuw-Zeeland. Het exemplaar is niet teruggevonden in een collectie. | synoniem                                         |
| Tursio vulgaris                                  | John Fleming, 1822                               | De naam is een later gebruikte naam voor de door :Linnaeus benoemde soort Physeter tursio. De beschrijving bestond louter uit een vermelding van een hoge rugvin. | synoniem                                         |
| Physeter polycyphus                              | Quoy & Gaimard, 1824                             | Er is geen type-exemplaar bekend en ook een duidelijke beschrijving ontbreekt. De illustratie laat duidelijk een potvis zien, de naam is later wel gespeld als polyscyphus, polycephus, en polycystus. | synoniem                                         |
| D[elphinus] bayeri                               | Risso, 1826                                      | Deze soort werd summier beschreven aan de hand van een in Frankrijk gestrand, tien meter lang mannelijk exemplaar. Of er een holotype is verzameld of bewaard is onbekend. | synoniem                                         |
| Physeter gibbosus                                | Wiegmann, 1840                                   | De naam is gebaseerd op enkele illustraties die duidelijk een potvis weergeven. De afbeeldingen zijn gebaseerd op oudere prenten uit 1771 en 1769. Een type-exemplaar is niet bekend. | synoniem                                         |
| Catodon colneti                                  | Gray, 1850                                       | De naam is een eerbetoon aan James Colnett die het dier ving langs de kust van Mexico. Er is geen type-exemplaar bekend en ook een beschrijving en een illustratie ontbreken. | nomen nudum                                      |
| Catodon australis                                | Wall, 1851                                       | Wall had als curator de beschikking over een skelet dat hij uitgebreid beschreef. Het holotype was een tandeloze schedel van de potvis. De typelocatie is Port Jackson in Australië. | junior synoniem                                  |
| Catodon (Meganeuron) krefftii                    | Gray, 1865                                       | De naam is een eerbetoon aan Gerard Krefft, die Gray foto's stuurde van de wervels van een holotype uit New South Wales, Australië. Op basis van de foto's en de beschrijvingen van Gray blijkt het om delen van een potvis te gaan. | synoniem                                         |
| [Physeter] pterodon                              | Trouessart, 1898                                 | Deze soortnaam is niet gebaseerd op een type-exemplaar en er is ook geen beschrijving of illustratie gegeven. Trouessart opperde, zonder hiervoor een bron te geven, dat de naam door Lesson zou zijn gebruikt. | nomen dubium                                     |

## Taxonomie en indeling
Potvissen behoren tot de orde van de walvisachtigen (Cetacea), een groep van ongeveer negentig zoogdieren die meestal in de zee leven, een aantal soorten leeft deels of geheel in rivieren. Walvisachtigen hebben allemaal een enigszins vis-achtige lichaamsbouw en worden verdeeld in twee groepen. De potvis behoort tot de onderorde tandwalvissen (Odontoceti), een groep van tien families die allen tanden dragen. Dit is het belangrijkste verschil met de andere groep van walvisachtigen; de baleinwalvissen. Deze hebben baleinen in plaats van tanden waarmee ze hun voedsel uit het water te filteren.
De potvis is de enige nog levende vertegenwoordiger van de familie potvissen (Physeteridae). Deze familie bestaat uit tien geslachten die allemaal zijn uitgestorven - op de potvis na. Lange tijd werden de dwergpotvissen uit het geslacht Kogia ook tot de potvissen gerekend. Deze groep wordt vertegenwoordigd door twee moderne soorten die niet erg op de potvis lijken maar er wel sterk aan verwant zijn. Ze worden ongeveer vier meter lang en hebben geen grote kop. Dwergpotvissen hebben een meer dolfijn-achtige lichaamsbouw. De dwergpotvissen worden tegenwoordig tot een aparte familie gerekend; de Kogiidae. Samen met de potvissen worden de dwergpotvissen tot de superfamilie Physeteroidea gerekend.
Potvissen komen al 22 miljoen jaar voor op Aarde, de moderne potvis is sinds 3,6 miljoen jaar bekend. Hoewel het geslacht Physeter tegenwoordig nog door slechts een enkele soort wordt vertegenwoordigd, zijn er verschillende uitgestorven soorten beschreven. Physeter antiquus is gevonden in aardlagen uit het Plioceen en Neoceen in Frankrijk en Physeter vetus is bekend uit het Kwartair en het Mioceen in het gebied wat we vandaag de dag kennen als de Verenigde Staten. Soms wordt een voor de wetenschap nog onbekende uitgestorven potvis ontdekt, zoals Livyatan melvillei die in 2010 werd opgegraven in Peru door een team van onderzoekers bestaande uit Lambert, Bianucci, Post, De Muizon, Salas-Gismondi, Urbina en Reumer. Deze potvis had voor zover bekend de langste bijttanden in de dierenwereld. De tanden van deze potvis konden ruim 36 centimeter lang worden.

## Uiterlijke kenmerken
De potvis is voornamelijk te herkennen aan de relatief grote kop. De kop van een volwassen mannetje is ongeveer zes meter lang, drie meter hoog en ruim twee meter breed. De potvis is de grootste tandwalvis en tevens het grootste roofdier met tanden ooit. Alleen een aantal baleinwalvissen wordt nog groter, zoals de blauwe vinvis, maar deze hebben geen tanden maar zogenaamde baleinplaten. Van alle grote walvisachtigen vertoont de potvis de sterkste seksuele dimorfie. Mannetjes kunnen tot ongeveer achttien meter lang worden, vrouwtjes blijven met zo'n elf meter beduidend kleiner. De lichaamskleur is grijs met een lichtere onderzijde. De staartvin van de potvis is het breedst van alle walvisachtigen.

### Kop

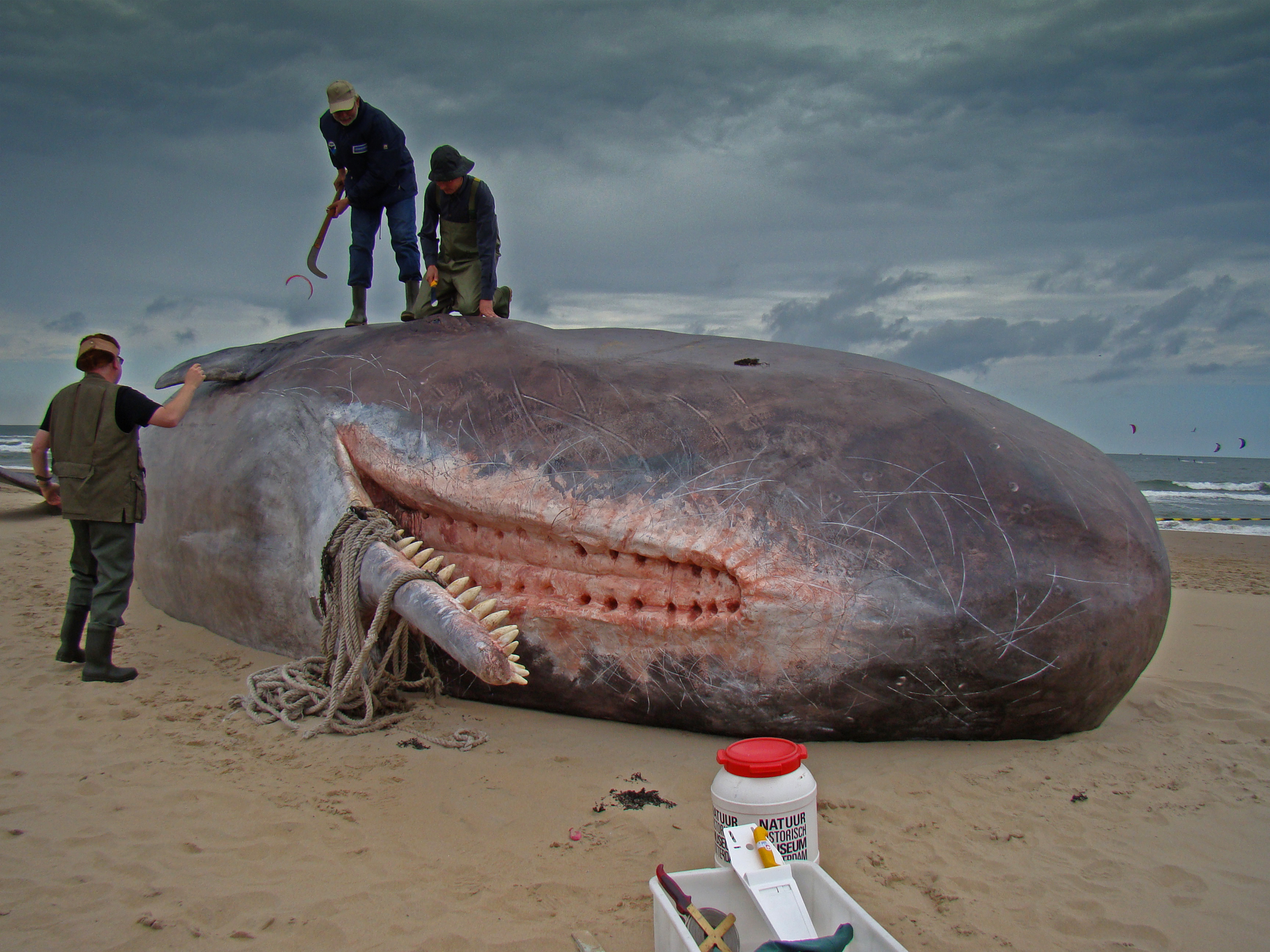
Dit model van de kunstenaar Dirk Claesen toont een gestrande potvis in Scheveningen waarbij de onderkaak en de tanden goed te zien zijn.

De potvis heeft een relatief enorme kop, die vanaf de laterale zijde bezien vierkant aandoet. De kop kan 25-35% van de totale lichaamslengte in beslag nemen. De kop bevat een grote meloen, dit is een orgaan dat een wasachtige substantie bevat en wel bij meer walvissen voorkomt. De meloen is bij de potvis extreem vergroot en dit zorgt ervoor dat de grootte van de kop in het geheel niet correspondeert met de vorm van de schedel, zie ook onder het kopje meloen. De kop is van voren gezien rond van boven en heeft aan de onderzijde twee geulen die corresponderen met de beide zijden van de onderkaak. De potvis heeft een sterke bovenbeet, de onderkaak is langwerpig maar relatief klein en smal in verhouding tot de kop. De onderkaak is ongeveer 5,5 meter lang en is echter zeer krachtig gezien de prooidieren die worden buitgemaakt en de zware verwondingen die mannetjes elkaar kunnen toebrengen door elkaar te bijten. De onderkaak heeft een Y-vorm en is veel breder aan de basis. De onderkaak van de mannetjes bevat achttien tot 25 tanden in elke kaakhelft. Vrouwtjes hebben per helft slechts tien tanden. De functie van de tanden is niet geheel bekend; waarschijnlijk bieden ze een betere grip op de glibberige inktvissen die op het menu staan. Er zijn echter ook veel tandeloze potvissen gevonden die desondanks weldoorvoed waren. Mogelijk zijn de tanden slechts een secundair geslachtskenmerk die de sterkere mannetjes onderscheiden van de minder ontwikkelde exemplaren. Mannetjes bijten elkaar namelijk als ze strijden om een vrouwtje en de tanden zouden eenzelfde functie vervullen als de slagtanden van een olifant.
De ogen zijn relatief ver achteraan de kop geplaatst, ongeveer boven het punt waar de onderkaak aan de kop is bevestigd. Het oog van de potvis is relatief klein en is ongeveer even groot als een grapefruit. Zoals bij alle walvissen zijn er geen oogleden aanwezig. Het oog wordt beschermd tegen het zeewater door goed ontwikkelde traanklieren die een stroperige vloeistof uitscheiden. De iris is niet rond maar enigszins langwerpig ovaal van vorm. De mondholte, de lippen en de tong hebben een witte tot roze kleur.
Potvissen hadden ooit twee neusgaten maar in de loop der evolutie is linker neusgang verplaatst naar de voorzijde waar deze eindigt in het blaasgat. Het rechter neuskanaal is omgevormd tot een buis die in het midden van de kop is gelegen en toegang geeft tot een aantal kleppen vooraan in de kop. De neusgang staat in verbinding met een holle ruimte die als klankkast gebruikt wordt voor de productie van het voor de potvis kenmerkende geluid. Er wordt zowel gebruik gemaakt van geluid om prooien te lokaliseren (zie onder meloen) als om met soortgenoten te communiceren, zie ook onder communicatie. Aan de bovenzijde van de kop is net zoals andere tandwalvissen slechts een enkel asymmetrisch spuitgat aanwezig en geen gepaard spuitgat zoals bij de baleinwalvissen het geval is. Het spuitgat is bij jongere dieren in het midden van de kop geplaatst maar migreert als de dieren ouder worden langzaam naar de linkerzijde van de kop. Het spuitgat heeft een S-vorm en de lucht wordt in een hoek van 45 graden naar buiten geblazen. Lange tijd dacht men dat de vloeistoffen die uit het spuitgat kwamen een sterke geur hadden of zelfs corrosief waren. Herman Melville beweerde dat de uitgespoten vloeistoffen de huid zouden aantasten. Uit latere waarnemingen blijkt de uitscheiding echter volkomen onschuldig te zijn.
Uit het spuitgat wordt voornamelijk uitgeademde lucht uitgestoten die bestaat uit kleine vernevelde waterdruppels die aan een waterfontein doet denken en geen water zoals vaak wordt gedacht. In koudere gebieden wordt het vocht snel gecondenseerd wat het fontein-effect versterkt. De uitgeademde lucht bestaat voor een klein deel uit slijm en vocht uit de longen van de potvis. Tegenwoordig kan men met behulp van drones monsters nemen van het slijm. Hierdoor hoeft het dier niet dicht te worden benaderd voor het bemonsteren van lichaamsweefsels voor DNA-onderzoek.

### Lichaam

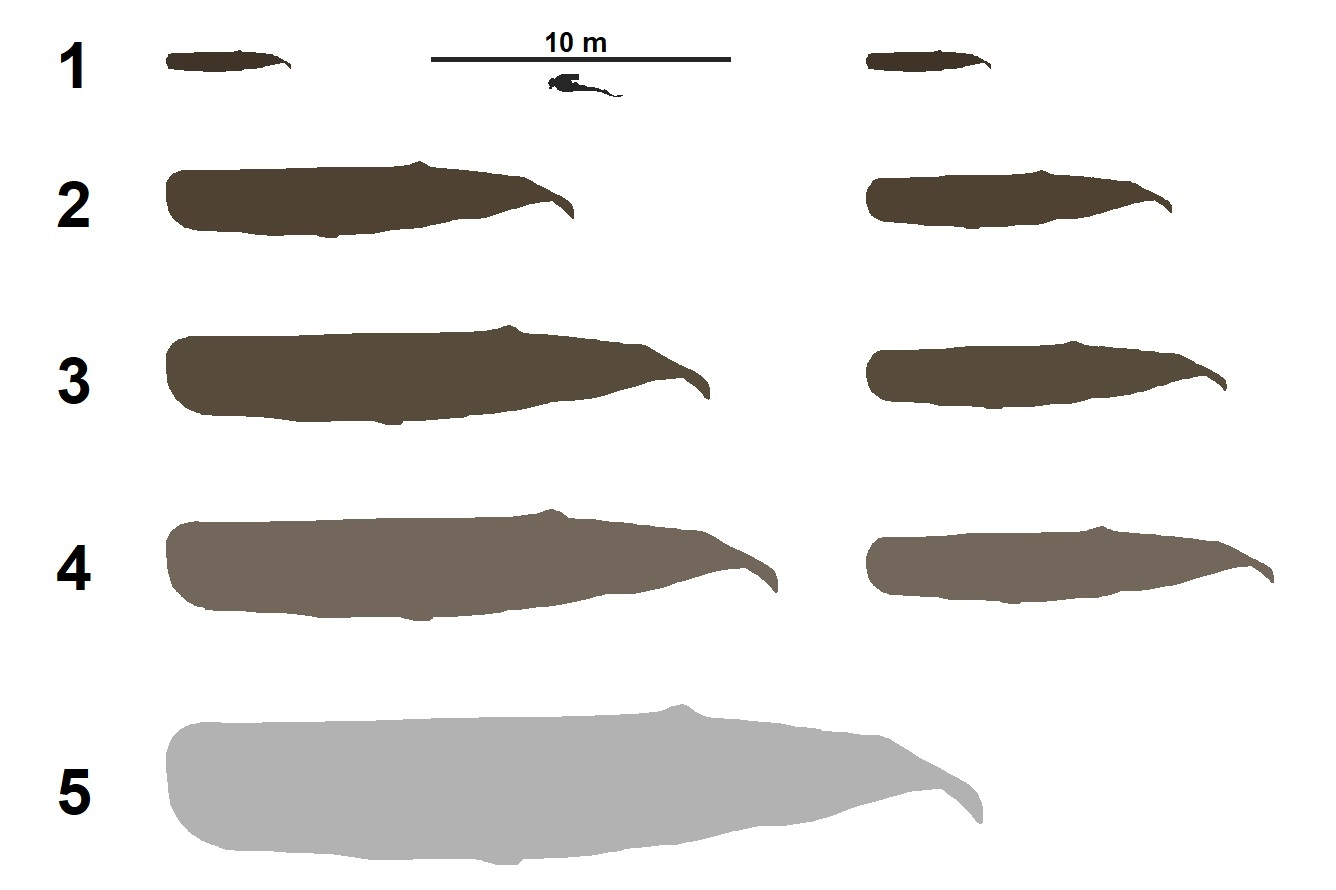
Afmetingen van de potvis, links de mannetjes en rechts de vrouwtjes. Onder de maatstreep van tien meter is het sylhouet van een menselijke duiker weergegeven als referentie.
1 = Pasgeboren jong
2 = Geslachtsrijp (man = 12 m, vrouw = 9 m)
3 = Volgroeid (man = 16 m, vrouw = 10,6 m)
4 = Erg groot exemplaar (man = 18 m, vrouw = 12 m)
5 = Zeer groot mannetje uit 1933 (24 m)

Het lichaam is het dikst is aan de achterzijde van de kop waarna het achterwaarts snel smaller wordt. De potvis doet hierdoor enigszins denken aan een reusachtig kikkervisje. De lichaamslengtes en het massa's van de dieren hangen sterk af van het geslacht en de leeftijd van de potvis. Mannetjes worden veel groter en forser dan vrouwtjes en heel oude mannetjes kunnen uitzonderlijk lang en zwaar zijn. Vrouwtjes bereiken een lichaamslengte van elf tot maximaal dertien meter. Zij blijven niet alleen kleiner maar hebben ook een slankere lichaamsbouw en wegen tussen de dertien en zestien ton.
Mannetjes worden zestien tot achttien meter lang en hebben een gewicht van gemiddeld 35 ton. Grotere mannetjes kunnen een lichaamsgewicht van 45 ton bereiken, en heel oude mannetjes kunnen 55 tot bijna 60 ton wegen. De beroemde Franse natuuronderzoeker Georges Cuvier meldde exemplaren met een lengte van 24 tot 30 meter maar dergelijke lengtes zijn waarschijnlijk sterk overdreven. Jonge dieren hebben een geboortegewicht van ongeveer 900 kilo en hebben een lichaamslengte van 3,4 tot 4,9 meter.
De lichaamskleur is donkergrijs tot zwart aan de bovenzijde, zwartgrijs aan de flanken en lichter tot witgrijs aan de onderzijde. Op de buik is een lichtere vlek aanwezig. Vrijwel alle potvissen hebben licht gekleurde littekens op hun lichaam die ieder individu een karakteristieke tekening geven. De littekens van mannetjes zijn soms ontstaan door gevechten met andere mannetjes waarbij de dieren elkaar bijten. De meeste littekens zijn echter afkomstig van gevechten met prooidieren en dan met name grote inktvissen. Deze proberen zich met hun zuignappen te verweren wat kenmerkende ronde littekens achterlaat op de potvishuid. Onder de huid van de potvis bevindt zich een dikke speklaag die net als bij andere walvissen blubber wordt genoemd. Het is deze laag die het lichaam van de potvis beschermt tegen de kou en de immense druk bij het duiken tot meer dan een kilometer diep. Ongeveer een derde van het totale lichaamsgewicht van de potvis bestaat uit blubber. Dit is aanzienlijk meer dan bij andere grote walvissen zoals de blauwe vinvis en de grijze walvis.
Er zijn potvissen beschreven die een geheel witte kleur hadden, maar dergelijke exemplaren zijn extreem zeldzaam. Het bekendste exemplaar was Mocha Dick, die de inspiratie was voor het verhaal Moby Dick. De witte huidskleur kan zowel veroorzaakt worden door albinisme als leucisme. In 2015 werd een exemplaar gevonden in de wateren rond Sardinië en in 2021 werd door onderzoekers van SOS Dolfijn een video van een wit exemplaar nabij de kust van Jamaica vrijgegeven.
Van de zijkant bezien heeft de potvis een bijna rechthoekige lichaamsvorm. De potvis heeft een gerimpelde huid net achter de kop en draagt een serie onregelmatige bulten aan de bovenzijde van het achterlichaam, achter de rugvin. De onbeweeglijke rugvin is klein, laag en afgerond en is relatief dik in doorsnede. De rugvin is op ongeveer twee derde van het lichaam gelegen, gezien vanaf de voorzijde. Vrouwtjes hebben vaak een verharde, eelt-achtige plek aan de rugvin waarvan de grootte en positie per individu kan variëren. Omdat deze eeltplek vrijwel alleen bij vrouwtjes voorkomt wordt deze wel gezien als een secundair geslachtskenmerk. De voorpoten zijn veranderd in kleine, ronde en peddelvormige vinnen. Ze dienen niet om het lichaam voort te stuwen want daar zijn ze veel te klein voor. De voorvinnen spelen wel een rol in het sturen en het afremmen van de potvis als deze zich door het water beweegt.
Aan de onderzijde van het lichaam is van de anus tot de staartbasis een duidelijke uitstaande kiel aanwezig. De achterpoten zijn aan de buitenzijde geheel verdwenen, wel zijn er nog enkele botjes aanwezig in het lichaam, zie onder het kopje #skelet.

### Staart

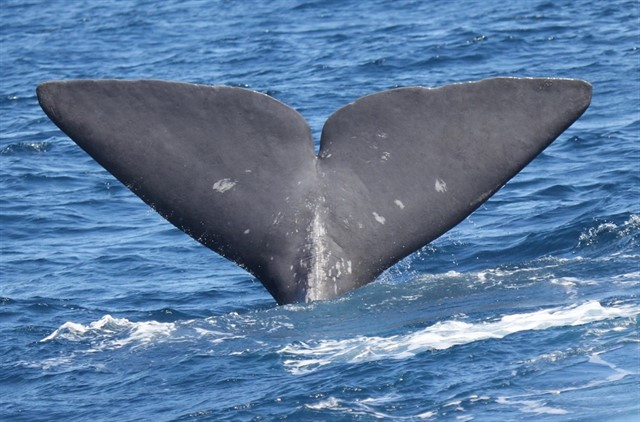
Staartvin

De staartvin is relatief breed, heeft een driehoekige vorm en is sterk ingekerfd. Van alle walvisachtigen heeft de potvis de breedste staartvin in verhouding tot de lichaamslengte. Met de staartvin worden op- en neergaande bewegingen gemaakt voor de voortstuwing van het lichaam. De staartslagen van de potvis zijn de krachtigste van alle walvissen, rekening houdend met de relatieve lichaamslengte.
De staart is bij iedere potvis iets anders van vorm, op basis van de staart kunnen hierdoor de verschillende individuen worden onderscheiden. De staart is van alle lichaamsdelen het vaakst te zien boven het wateroppervlak. Voordat een potvis een duik maakt wordt namelijk eerst de staart boven water geheven.

### Onderscheid met andere walvisachtigen
De potvis is met name te onderscheiden van andere walvisachtigen door de enorme kop maar deze komt in de praktijk nooit boven water. Daarom is het dier makkelijker te herkennen aan andere uiterlijke lichaamskenmerken en met name het gedrag. De potvis heeft slechts een enkel spuitgat dat aan de linkerzijde van de kop is gepositioneerd. Voordat de potvis duikt wordt eerst de staart boven water gehouden. Ook andere walvissen steken voor een duik hun staart uit het water, zoals de Groenlandse walvis, de noordkapers en de bultrug. Andere soorten zoals de gewone vinvis, de noordse vinvis en de blauwe vinvis doen dit niet.
De potvis is daarnaast van andere soorten te onderscheiden door het ontbreken van een duidelijke rugvin. De brydevinvis, de bultrug en de gewone vinvis bezitten wel een duidelijk te onderscheiden rugvin. Een volwassen potvis kan ruim een uur onder water blijven. De meeste andere walvisachtigen houden een duik maar twintig minuten tot een half uur vol en moeten dan weer naar boven komen om adem te halen.

## Inwendige anatomie

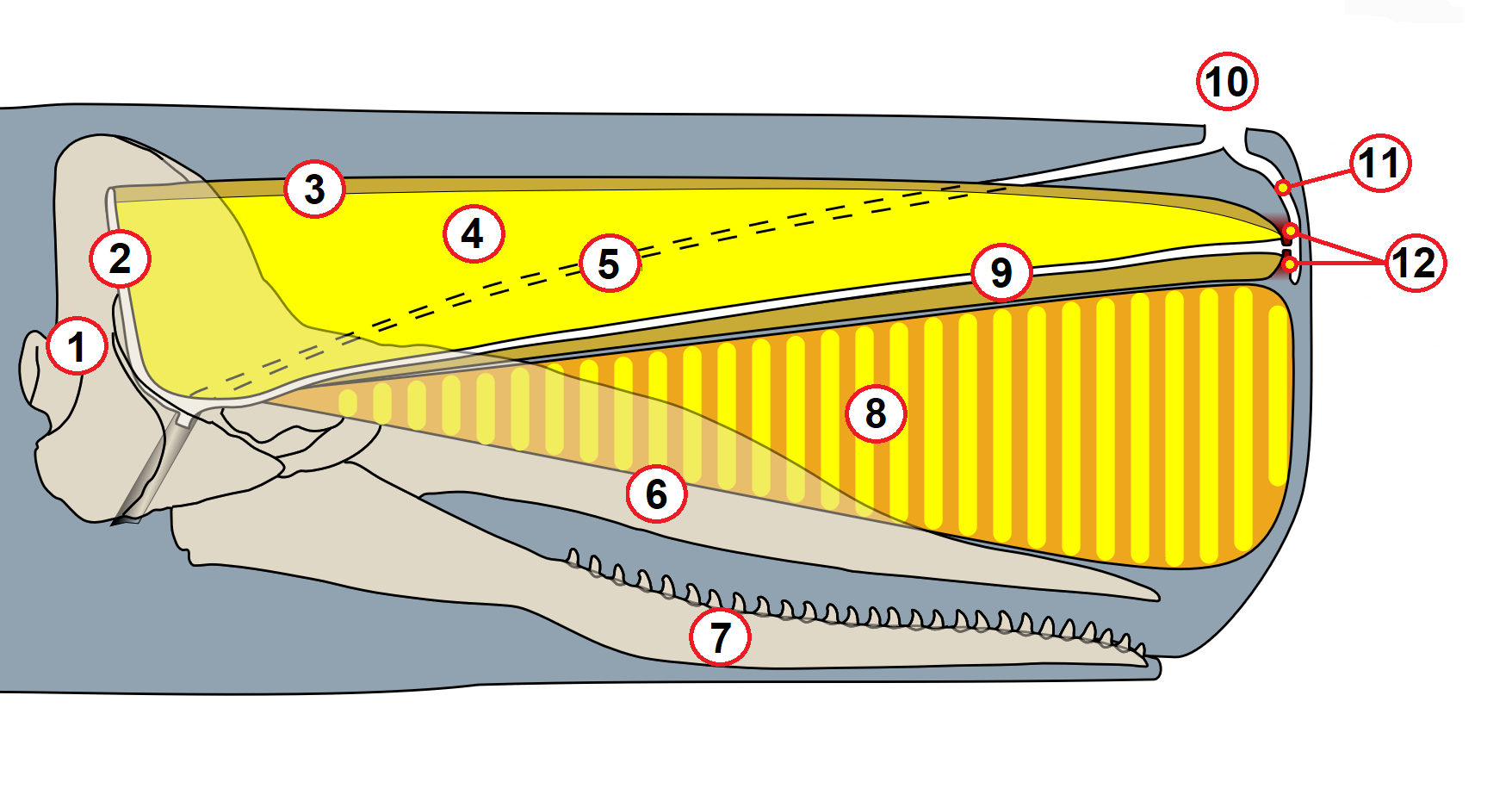
Inwendige delen van de kop:

### Maag-darmstelsel
Potvissen gebruiken hun tanden om een prooi vast te klemmen maar kauwen hun voedsel niet. Het voedsel wordt verkleind en verteerd in een vierkamerige maag. De eerste twee maagdelen zijn groter dan de laatste twee, in tegenstelling tot andere walvissen. Een doorgeslikte prooi komt in een verlengd deel van de slokdarm terecht dat uit een sterke spiermaag bestaat. Deze bevat geen spijsverteringssappen maar verbrijzelt het voedsel waarna het naar de tweede maag gaat. Deze bevat juist veel spijsverteringsklieren die het voedsel verteren. In de derde maag wordt het voedsel verder afgebroken en in de vierde maag wordt onder andere een vloeistof uit de pancreas toegevoegd, een galblaas ontbreekt. De potvis kan relatief veel voedsel opnemen. De maag van een exemplaar van negentien ton kan ongeveer 830 liter aan voedsel bevatten en de maag van een potvis van 45 ton ongeveer 1890 liter.
Als het voedsel de maag verlaat komt het in de darmen terecht. De meeste walvissen hebben een dunne en een dikke darm maar deze laatste ontbreekt bij de potvis. De darmen van walvissen zijn relatief lang, die van een blauwe vinvis zijn bijna zeven keer zo lang als de lichaamslengte. De darmen van de potvis spannen echter de kroon en zijn tot vijftien keer de lichaamslengte.

### Hersenen en bloedsomloop
De hersenen van de potvis bereiken een gewicht van gemiddeld 7,8 kilogram en maximaal negen kilo. Hiermee zijn het de grootste hersenen van alle dieren, inclusief alle bekende uitgestorven soorten. De hersenen maken vanwege het enorme lichaam echter slechts 0,02 procent van het lichaamsgewicht uit. Ter vergelijking; bij de mens is dit ongeveer twee procent.
Een potvis beschikt over 3000 kg bloed, waarin voldoende zuurstof kan worden opgeslagen om tot twee uur onder water te blijven. Het bloed van de potvis bevat meer en grotere rode bloedlichaampjes en ongeveer negen keer zoveel myohemoglobine als dat van bijvoorbeeld de mens. Bovendien hebben op het land levende zoogdieren hemoglobine dat het zuurstof minder sterk bind.
De bloedsomloop wordt bij het duiken verstoord door de hoge waterdruk. Dit kan resulteren in het afsterven van lichaamsweefsel, zoals avasculaire necrose, waarbij de botten schade oplopen doordat ze te weinig zuurstof toegevoerd krijgen. Jonge dieren hebben hier nog geen last van maar hoe ouder de potvis wordt, hoe meer schade het dier oploopt als gevolg van het diepe duiken. Ook van andere zeedieren is een dergelijk verschijnsel bekend, zoals de uitgestorven mosasauriërs, en ook bij de mens treedt weefselschade op zoals bekend is van professionele duikers. De potvis kan verschijnselen van decompressieziekte krijgen als het te snel opduikt en kan hieraan mogelijk overlijden.

### Skelet

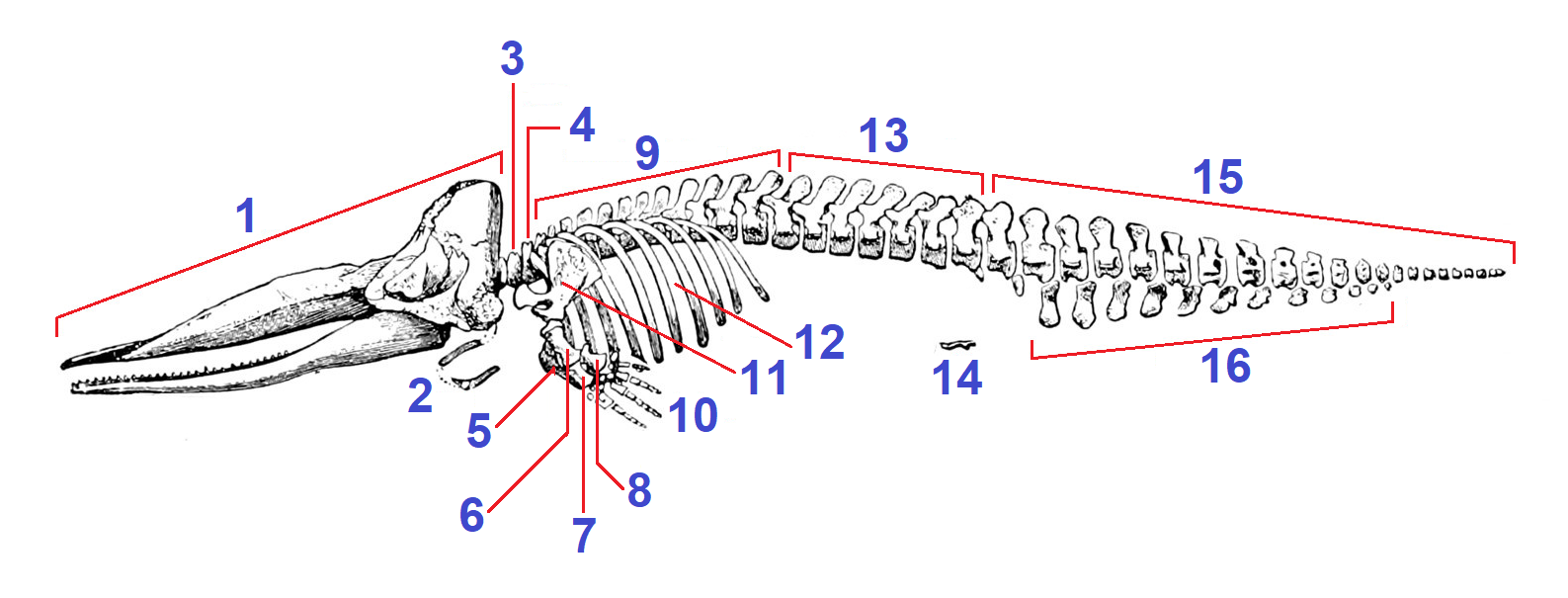
Het skelet van een potvis.

Het skelet van walvissen hoeft niet stevig te zijn om de organen bij elkaar te houden - zoals bij landbewonende zoogdieren het geval is - omdat ze ondanks het enorme lichaam weinig last hebben van de zwaartekracht. Omdat ze in het water leven hebben de organen nagenoeg hetzelfde gewicht als het omringende zeewater. Net als bij vogels is het skelet van walvissen licht en bestaat uit een op een spons gelijkende structuur die omgeven is door een verharde buitenzijde. Het beenmerg van walvissen is daarnaast erg rijk aan olie die lichter is dan water. Het skelet is ook relatief licht en maakt ongeveer zeventien procent van het lichaamsgewicht uit.

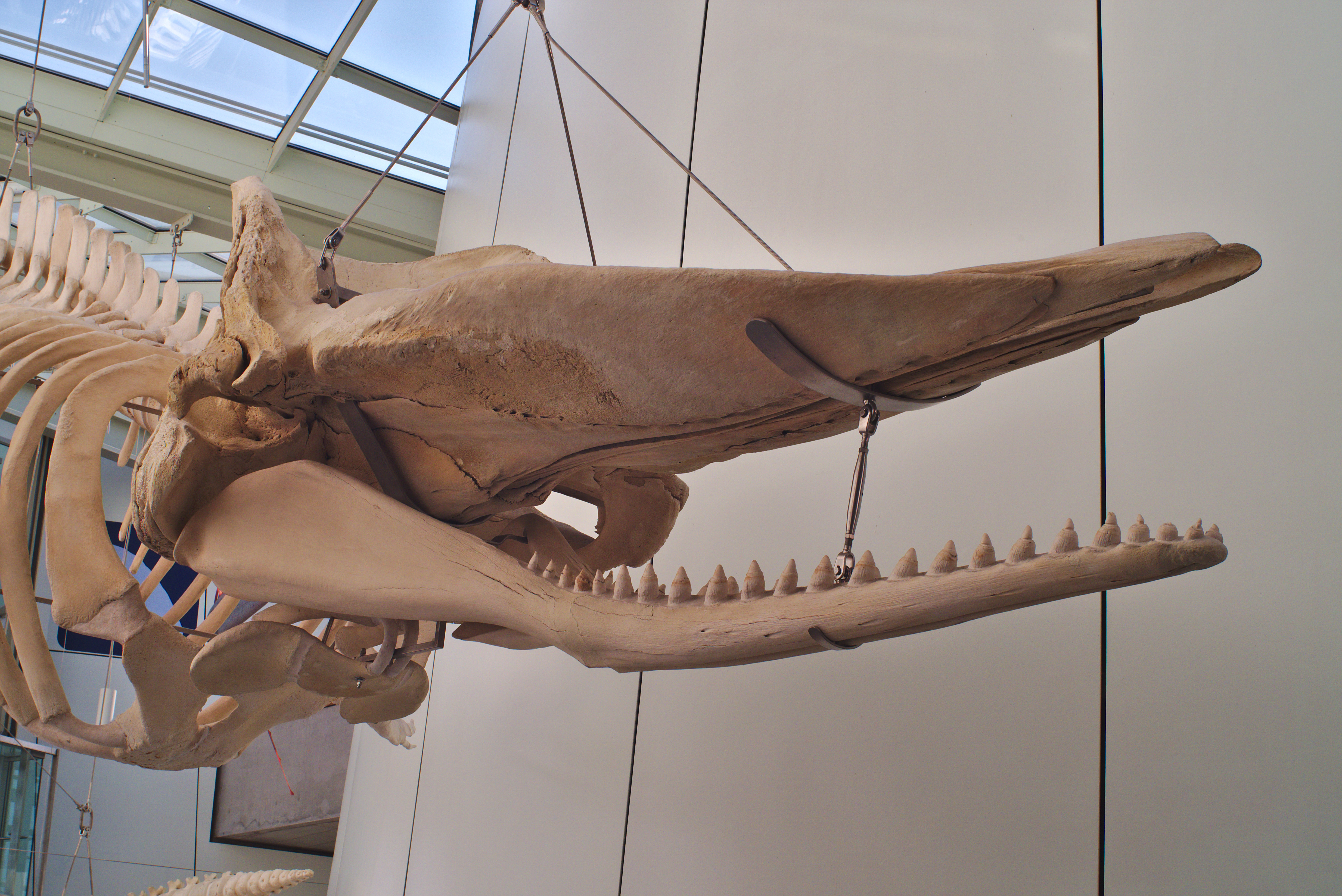
Schedel

De schedel is relatief groot en beslaat ongeveer een derde van de totale lichaamslengte. De schedel heeft een snavelachtige bouw en is duidelijk afgeplat. Aan de achterzijde is een opstaande kam aanwezig die de omvang van de enorme kop mogelijk maakt. Veel delen van de schedel zijn sterk aangepast aan de levenswijze, zo zijn de kaken sterk verlengd en zijn de tongbeenderen gedegenereerd.
De potvis heeft net als alle zoogdieren zeven cervicale wervels (nekwervels). De eerste nekwervel, de atlas, is nog als zodanig te herkennen maar de andere zes wervels zijn in de loop der evolutie aan elkaar gegroeid.

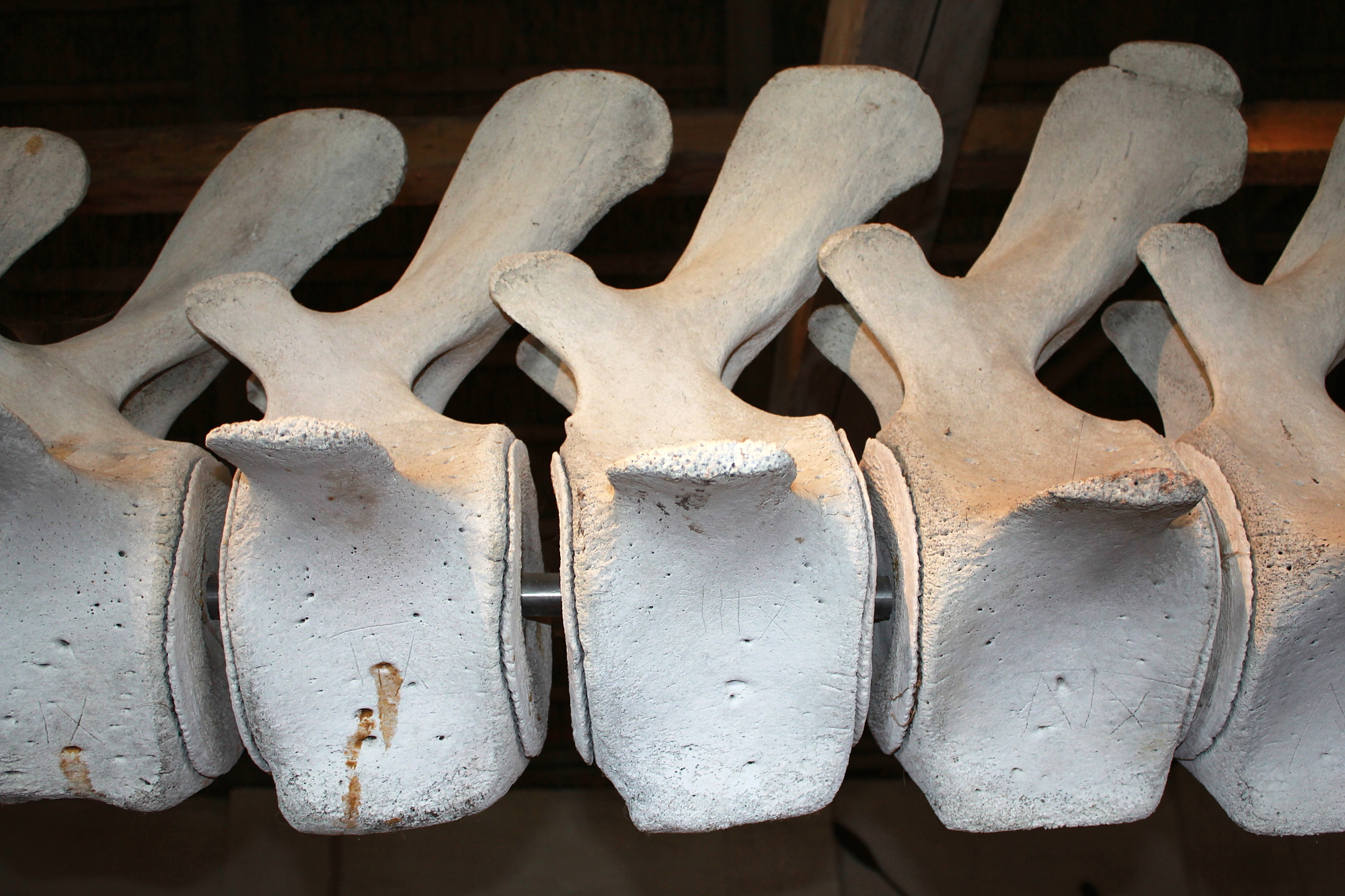
Borstwervels

De borstwervels, de lendenwervels en de staartwervels bestaan uit een staafvormig geheel waaraan het spierapparaat is bevestigd dat zorgt voor de voortstuwing van de potvis. De voorouders van de potvissen hadden nog gefuseerde lendenwervels die bij veel moderne zoogdieren het heiligbeen vormen. Deze structuur is bij de moderne walvissen zoals de potvis verdwenen en de wervels zijn lastig te onderscheiden van de lendenwervels. De potvis heeft elf borstwervels, waar andere walvissen er dertien tot zeventien hebben. Er zijn acht lendenwervels aanwezig, tegenover tien tot vijftien bij andere soorten en de staart telt 24 wervels. Het aantal staartwervels varieert sterk bij de walvisachtigen. De dwergwalvis (Caperea marginata) heeft er bijvoorbeeld vijftien en de blauwe vinvis heeft er 27.
Het borstbeen van de potvis is langer dan dat van andere walvisachtigen en bestaat uit meerdere delen. De ribben zijn aan het lichaam vastgehecht door middel van een kraakbeenverbinding. Hierdoor kunnen de ribben naar binnen worden gebogen als gevolg van de grote waterdruk als de dieren duiken.
Het schouderblad (scapula) heeft een smalle basis maar is sterk verbreed aan het uiteinde, een sleutelbeen (clavicula) ontbreekt. De meeste baleinwalvissen hebben geen sleutelbeen, zelfs in het embryonale stadium worden geen restanten gevonden. Bij sommige tandwalvissen komen wel rudimentaire delen van het sleutelbeen voor, maar bij de potvis is het bot vrijwel altijd geheel verdwenen, ook in vroege stadia. Het spaakbeen, de ellepijp en het opperarmbeen zijn kort en dik in vergelijking met op het land levende zoogdieren. Er is geen elleboog zodat de boven- en onderarm één geheel vormen. De voorpoot, die wel flipper wordt genoemd, bestaat hierdoor uit één geheel.

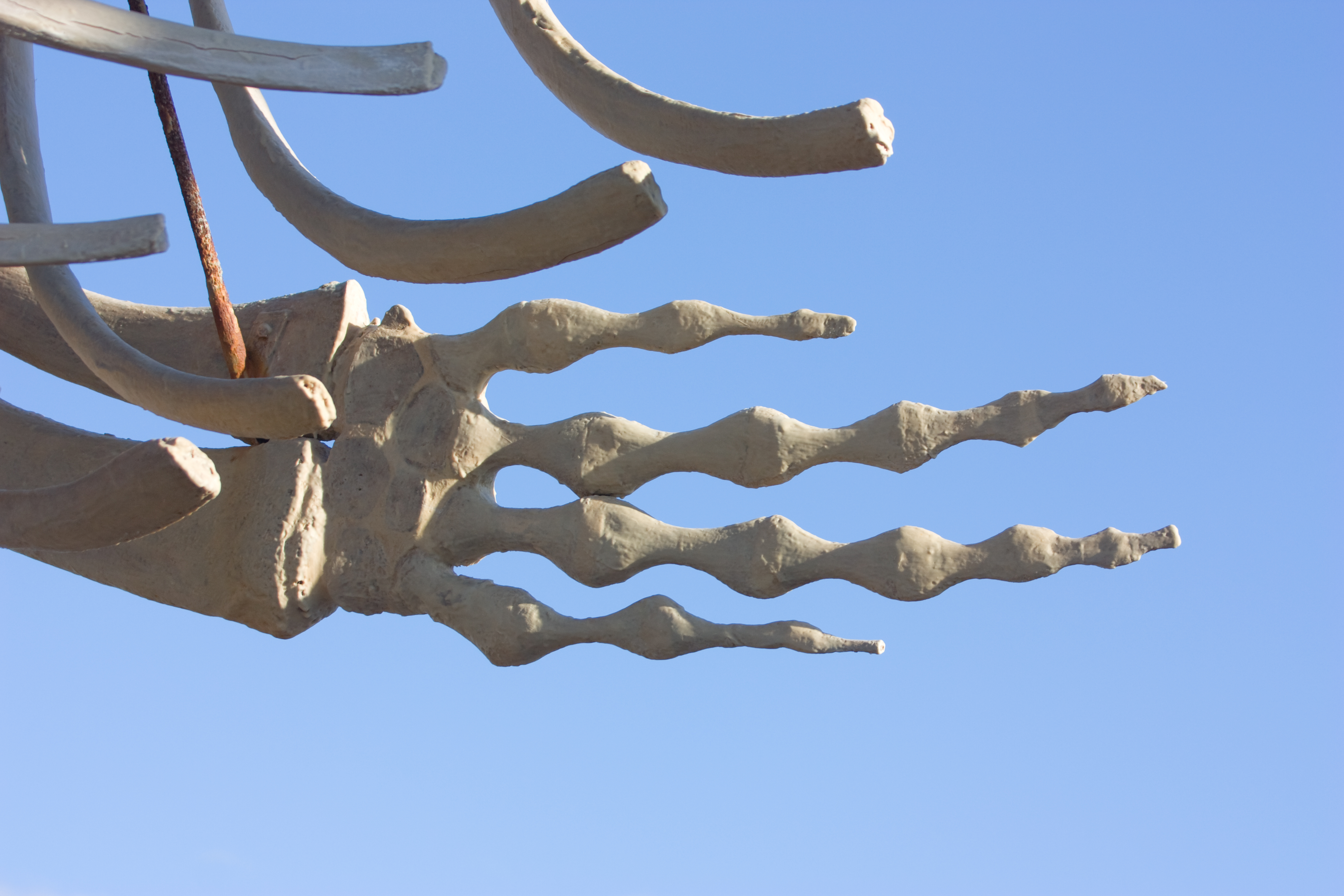
Handbeenderen

Ook de handbeenderen vertonen grote gelijkenis met die van op het land levende zoogdieren, al zijn ze gereduceerd. De potvis heeft vijf dikke middenhandsbeentjes, waar andere walvissen er maar vier hebben. De achterpoten zelf zijn niet meer terug te vinden in het skelet, wel zijn er sterk gedegenereerde delen van het bekken aanwezig.
De onderzijde van de staartwervels is voorzien van kleine driehoekige plaatjes die de chevrons worden genoemd. Zij zijn slechts ten dele voorzien van spieraanhechtingen en dienen voornamelijk om de aderen aan de onderzijde van de staart te beschermen.

### Gebit

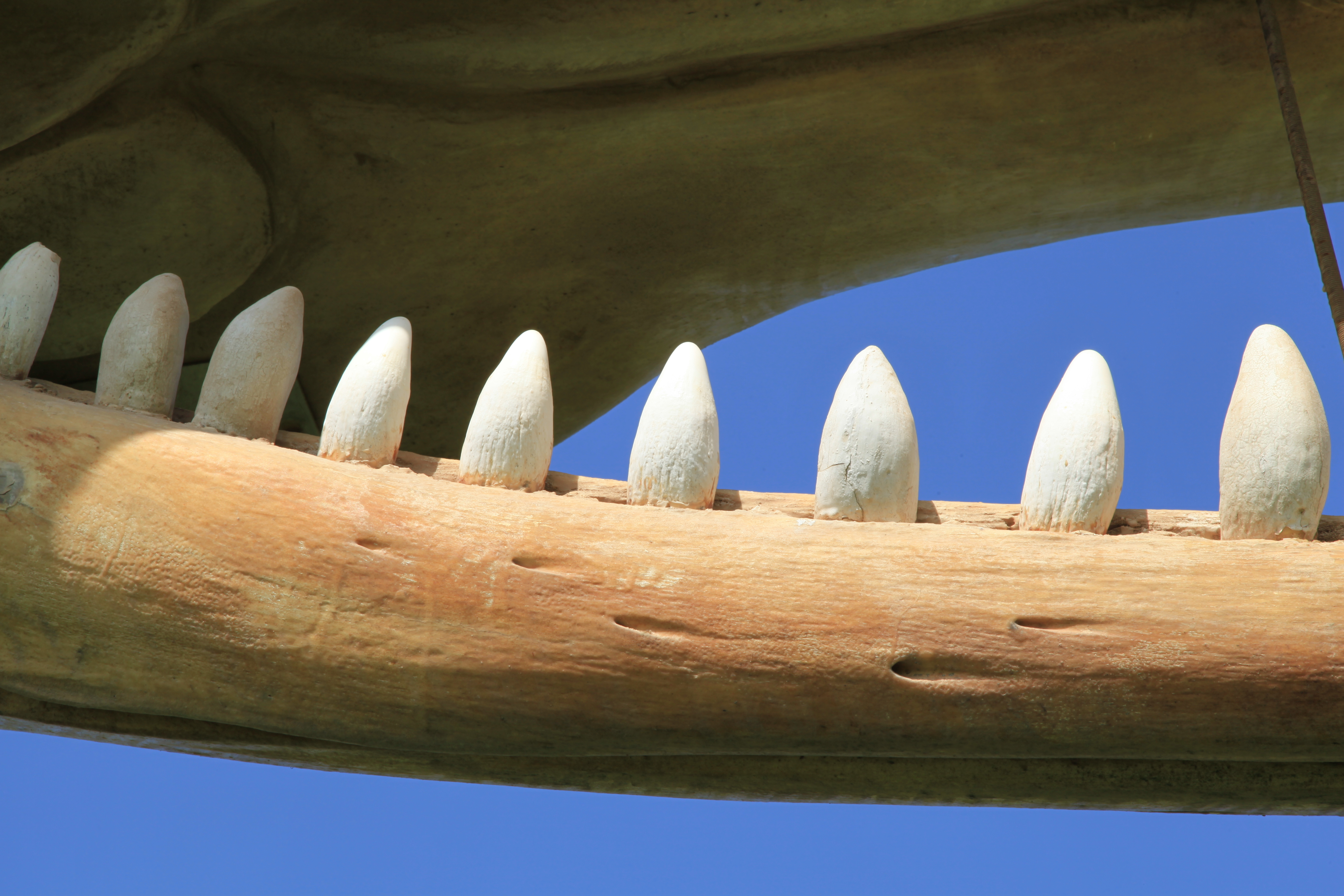
Tanden

Het gebit van de potvis is monophydont; er zijn waarschijnlijk geen melktanden, maar de tanden waarmee het dier geboren wordt blijven het gehele leven behouden. Er is echter ook wel geopperd dat het gebit juist slechts bestaat uit melktanden die zo langzaam groeien dat ze nooit worden vervangen door een tweede generatie tanden.
Het gebit is tevens homodont; alle tanden zijn gelijkvormig en zijn niet gespecialiseerd. Dit in tegenstelling tot veel andere zoogdieren die heterodont zijn en bijvoorbeeld snijtanden, hoektanden en kiezen hebben. De tanden in de bovenkaak verschrompelen al voordat de potvis geboren wordt en breken zelden door het tandvlees. De tanden in de onderkaak zijn groot en breed, ze zijn kegelvormig en hebben een ovale doorsnede. De tanden van de potvis hebben geen tandglazuur. Veel uitgestorven soorten potvissen hadden wel tanden in de bovenkaak en alle tanden waren voorzien van tandglazuur.
De tanden zijn ongeveer 7,5 tot twintig centimeter lang en ongeveer een kilo zwaar. De tanden van de onderkaak passen bij een gesloten bek in corresponderende holtes in de bovenkaak. De holtes zijn bekleed met een hoornige stof zodat de tanden stevig in de bovenkaak geklemd kunnen worden. De tanden zijn aan te merken als haplodont; ze bestaan uit een enkele wortel en een eenvoudige kroon.

## Zintuigen

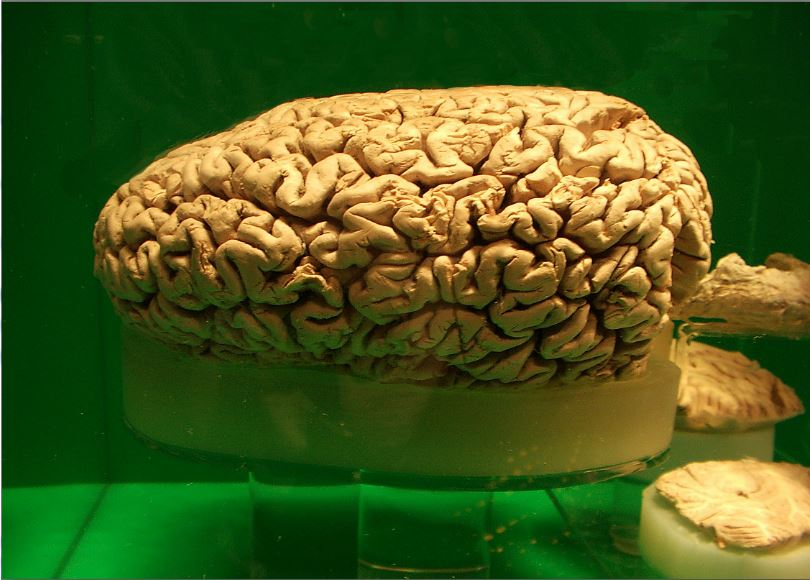
De hersenen van de potvis zijn de grootste van alle dieren, afgebeeld zijn de geprepareerde hersenen op een tentoonstelling in Japan.

De potvis beschikt over zintuigen die in een aantal gevallen onderontwikkeld zijn, zoals het zicht en de reukzin. Andere zintuigen zijn juist sterk ontwikkeld, zoals het gehoor. De potvis beschikt ook over een zintuiglijk systeem dat uniek is voor deze diersoort. Tandwalvissen zoals de potvis zijn anosmisch; zij hebben geen reukzin en ook sporen van dergelijke zintuigen zoals gedegenereerde reukorganen of -zenuwen ontbreken. Alleen bij de foetus van de potvis zijn sporen van dergelijke organen zichtbaar. Andere walvissen zoals baleinwalvissen hebben vaak wel enige reukzin om krill op te sporen.

### Zicht
De ogen van de potvis zijn ongeveer zo groot als een grapefruit en hebben een gemiddeld gewicht van ongeveer 170 gram. De pupil van tandwalvissen is rond van vorm als er weinig licht invalt. Bij een hogere lichtintensiteit verandert de pupil naar een U-vorm en bij veel invallend licht wordt de U-vormige pupil steeds dunner.
Net als andere walvisachtigen is de potvis kleurenblind en zijn de ogen aan de zijkanten van de kop gelegen. Hierdoor ontstaat een breder gezichtsveld maar het gebied waar binoculair zicht mogelijk is, is relatief klein. Tijdens de jacht wordt geen gebruik gemaakt van visuele zintuigen omdat er geen licht doordringt op de dieptes waarbij wordt gefoerageerd. Een uitzondering vormen inktvissen die op grotere diepten leven en beschikken over organen die licht uitstralen (bioluminescentie). Dergelijke soorten zijn wel zichtbaar onder water en mogelijk kan de potvis hierdoor gebruik maken van zicht om zijn prooien op te sporen. De potvis maakt voornamelijk vlak onder het wateroppervlak gebruik van zijn zicht zoals een mannetje dat een ander mannetje bestrijdt of een moeder die haar kalf in de gaten houdt.

### Gehoor
Het gehoor is bij de potvis goed ontwikkeld, dit was al bekend bij de vroege walvisvaarders die merkten dat de dieren onmiddellijk vluchtten als de dieren benaderd worden. Petrus Camper publiceerde in zijn werk uit 1765 traité de l'ouïe du cachalot (verhandelingen over het horen van potvissen) al bewijs dat de dieren een uitstekend gehoor hadden. De potvis heeft sterker ontwikkelde gehoorzenuwen en de hersendelen die betrokken zijn bij het gehoor zijn groter dan die van baleinwalvissen.
De potvis kan klikkende, zoemende en piepende geluiden produceren die worden uitgezonden door de kop. De geluiden verspreiden zich in het water en als ze door een object terugkaatsen worden ze opgevangen door zintuiglijke organen. Aan de basis van de onderkaak is een ruitvormige vetmassa aanwezig die dient als klankkast (ontvanger). Hier worden de teruggekaatste geluiden omgezet naar trillingen in de gehoorbeenderen in het binnenoor. Hierdoor kan de locatie van het object worden vastgesteld. Hierbij wordt de omgeving in kaart gebracht maar ook langszwemmende prooien kunnen worden opgespoord. De geluidspulsen zijn zo krachtig dat prooidieren erdoor verdoofd worden zodat ze gemakkelijker kunnen worden buitgemaakt. Het is bekend dat de geluidspulsen van een potvis op korte afstand een mens kunnen doden.
De potvis maakt geluiden die zowel in het ultrasone spectrum vallen als geluiden die duidelijk hoorbaar zijn voor de mens. De ultrasone geluiden worden geproduceerd om de omgeving af te tasten en om prooien op te sporen en dienen daarnaast voor de communicatie, zie ook onder het kopje #communicatie.

### Meloen

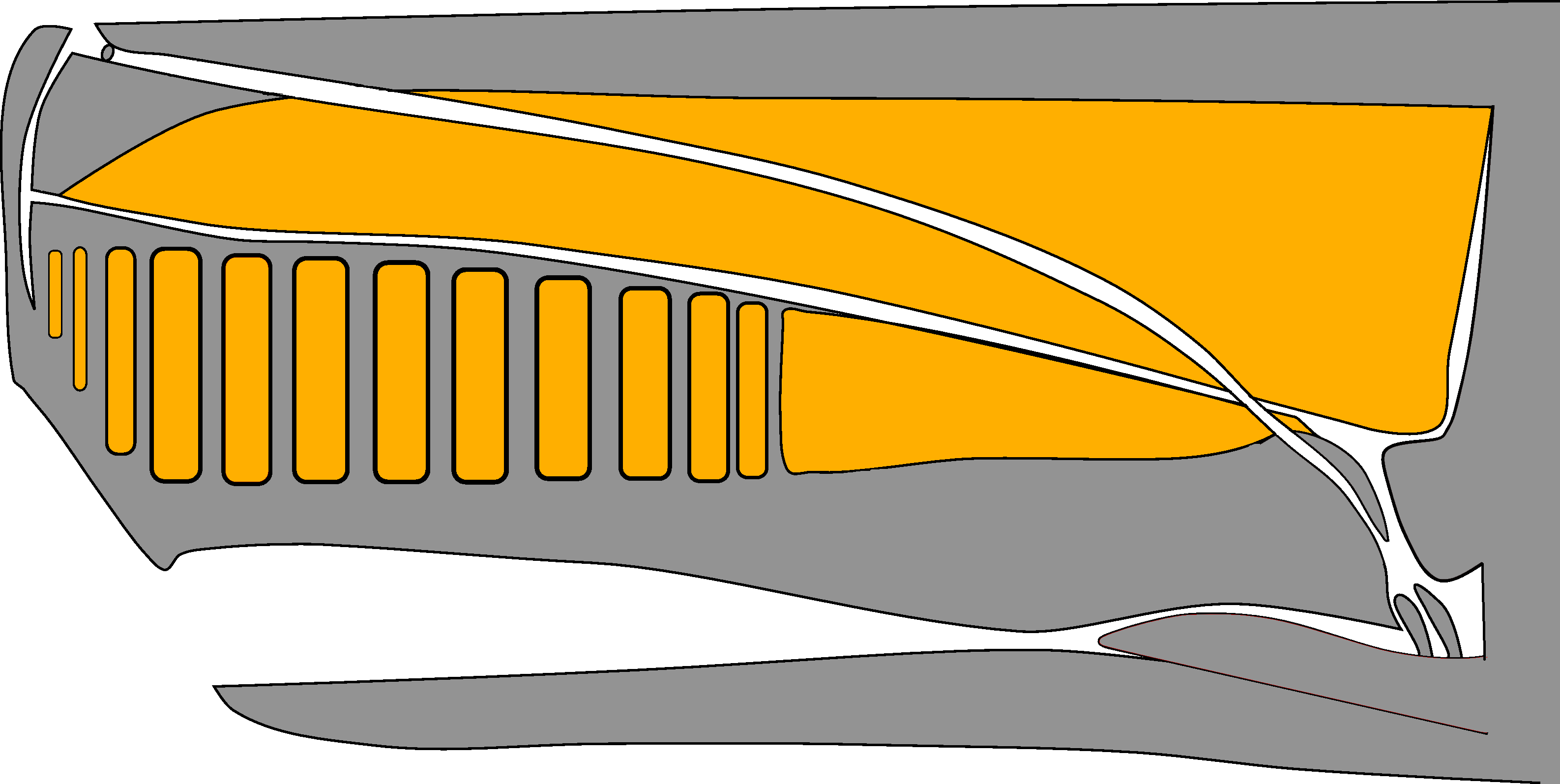
Een schematische afbeelding van de meloen (geel).

Alle tandwalvissen bezitten een meloen, dit is een opvallende verdikking in de binnenzijde van de kop die bestaat uit vetweefsel. De meloen is bij de potvis extreem groot en beslaat ongeveer twee derde van de kop. De meloen is boven de bovenkaak gelegen en bestaat uit twee holtes die gescheiden worden door een tussenschot van elastisch bindweefsel. De meloen wordt zo genoemd omdat het oliehoudende weefsel een gelige kleur en een consistente samenstelling heeft.
Het vetweefsel in het onderste deel van de meloen wordt gebonden door dunne wanden van collageen. De olie in de meloen van de potvis wordt walschot of spermaceti genoemd. Het walschotorgaan komt bij alle tandwalvissen voor maar is meestal relatief klein en de vorm en positie ervan variëren. Het walschotorgaan van de potvis is veel omvangrijker in vergelijking met andere tandwalvissen en beslaat het gehele bovenste deel van de meloen. Het strekt zich uit over de volle lengte van de kop, van het kanaal van het rechter neusgat, dat ongeveer in het midden van de kop gelegen, tot de bovenzijde van de kop. Het walschotorgaan is bij de potvis zo groot dat er vermoedelijk geen sprake is van allometrie.
Dwars door het walschotorgaan loopt het kanaal van het linkerneusgat. Het walschotorgaan van de dolfijn van Cuvier (Ziphius cavirostris) bijvoorbeeld is vooraan in de kop het gebruikelijke meloenweefsel aanwezig en achteraan is het walschotorgaan gelegen.
De holte in het bovenste gedeelte van de meloen bestaat geheel uit olie en deze is niet gebonden door collageenwanden, waardoor het makkelijker te winnen is. De holte waarin het zich bevindt is het walschot- of spermacetiorgaan. Het is een kussen-achtig reservoir van olie waarvan de functie nog niet geheel bekend is.
Walschot is alleen bij levende dieren een melk- tot een olieachtige substantie die echter uithardt tot een wasachtige stof als deze afkoelt, bijvoorbeeld als het aan de lucht wordt blootgesteld. Het walschotreservoir helpt de potvis mogelijk bij het duiken en weer stijgen tijdens het jagen. Door afkoeling wordt de was hard en krimpt waardoor het soortelijk gewicht stijgt en het dier zwaarder wordt zodat het makkelijker kan duiken. De temperatuur van het walschot wordt gereguleerd door de mate van doorbloeding van het omringende weefsel; als veel bloedvaten in het walschotorgaan open zijn, dan stijgt de temperatuur en wordt de was zacht en lichter. De potvis verandert zodoende van gewicht en ondervindt minder respectievelijk meer opwaartse druk, wat een gevolg is van de wet van Archimedes. Hierdoor kan een potvis zonder veel krachtsinspanning duiken. Dit in tegenstelling tot andere zeedieren die hun spierkracht moeten inzetten om omhoog en omlaag te zwemmen in de waterkolom.

## Voortplanting en ontwikkeling

De bloedsomloop van een embryo van de potvis.

Er is een sterke seksuele dimorfie: de mannetjes worden aanzienlijk groter dan de vrouwtjes. De mannetjes bereiken de puberteit op een leeftijd van acht tot tien jaar, de dieren zijn dan 10 tot 12 meter lang. Bij een lengte van 15 tot 16 meter lang worden ze volwassen en dit duurt 35 tot 45 jaar.
Vrouwtjes raken in de puberteit op een leeftijd van acht tot negen jaar en zijn dan ongeveer acht tot negen meter lang. Ze worden volwassen als ze 30 tot 40 jaar zijn en zijn dan tien tot elf meter lang. Als ze paringsbereid is laat ze gedurende haar vruchtbare periode meerdere mannetjes toe.
De zwangerschap duurt veertien tot zestien maanden waarna het jong geboren wordt. Het jong wordt gevoerd door de moeder waarbij moedermelk wordt afgegeven gedurende meer dan een jaar. Binnen een jaar neemt het jong al vast voedsel op maar het blijft jarenlang moedermelk aannemen van de moeder. Uit waarnemingen blijkt dat een jong soms tot zeven jaar zoogt. Een vrouwtje kan door de lange draag- en zoogtijd slechts iedere drie tot zes jaar een jong baren.
Tweelingen zijn extreem zeldzaam, in gebieden waar tweelingen wat meer voorkomen is de kans 0,91 procent dat er zich twee jongen ontwikkelen. De kans dat een tweeling langere tijd overleeft is echter extreem klein.
De jongen zijn al relatief groot en hebben een lichaamsgewicht van acht tot twaalf procent van dat van de moeder. De eerste paar jaar worden ze jaarlijks ongeveer een ton zwaarder. Ze worden gevoerd met moedermelk en hebben ongeveer 20 kilo aan melk per dag nodig. De melk van een potvis is veel rijker aan vetten dan bijvoorbeeld koemelk en bestaat voor 54 procent uit water, voor 36% uit vet en voor 8% uit eiwitten. Bij een gemiddelde melkkoe is dit respectievelijk 91%, 4% en 5%. De melk bevat ongeveer 3.840 kilocalorieën per kilo, die van volle koemelk ongeveer 610 kcal / kg. Soms wordt het jong door een ander vrouwtje gevoerd, dit wordt wel alloparentaal gedrag genoemd. Het zogen van de jongen van een andere moeder is niet bekend van andere walvisachtigen, uitgezonderd een witte dolfijn die in gevangenschap werd gehouden.
De jongen worden door hun moeder agressief verdedigd tegen vijanden en als er een volwassen mannetje in de buurt is neemt deze deel aan de verdediging van het kalf. Uit verslagen van walvisvaarders is bekend dat het kalf in de bek van het mannetje wordt genomen om het te beschermen. Dergelijke taferelen zijn vastgelegd op oudere schilderijen en hoewel dit gedrag tot de verbeelding spreekt zijn er wel degelijk waarnemingen van bekend.
Een potvis wordt gemiddeld ongeveer 60 jaar oud en kan voor zover bekend een maximale leeftijd bereiken van 77 jaar. Lange tijd werd gedacht dat dergelijk grote dieren honderden jaren oud moesten zijn, maar op basis van de tanden en het gelaagde oorsmeer in de gehoorgang kan de leeftijd vrij nauwkeurig worden vastgesteld. Dit is vergelijkbaar met het tellen van de jaarringen van bomen.

## Levenswijze
De potvis wordt al eeuwen bestudeerd en er is veel bekend over het lichaam en de voedselgewoonten door aangespoelde en geharpoeneerde exemplaren te onderzoeken. Over de levenswijze is echter nog veel onbekend omdat de dieren uitsluitend op volle zee leven en ondiepere delen van oceanen vermijden. Veel dieren die strikt genomen in zee leven houden zich op in kuststreken, zoals zeehonden, of bezoeken regelmatig het strand, zoals zeeschildpadden die hier hun eieren afzetten.
Vrouwtjes en jonge dieren leven in groepen, terwijl de mannetjes aparte groepen vormen of solitair leven. Een dergelijk gedrag is ook bekend van olifanten.

### Voedsel

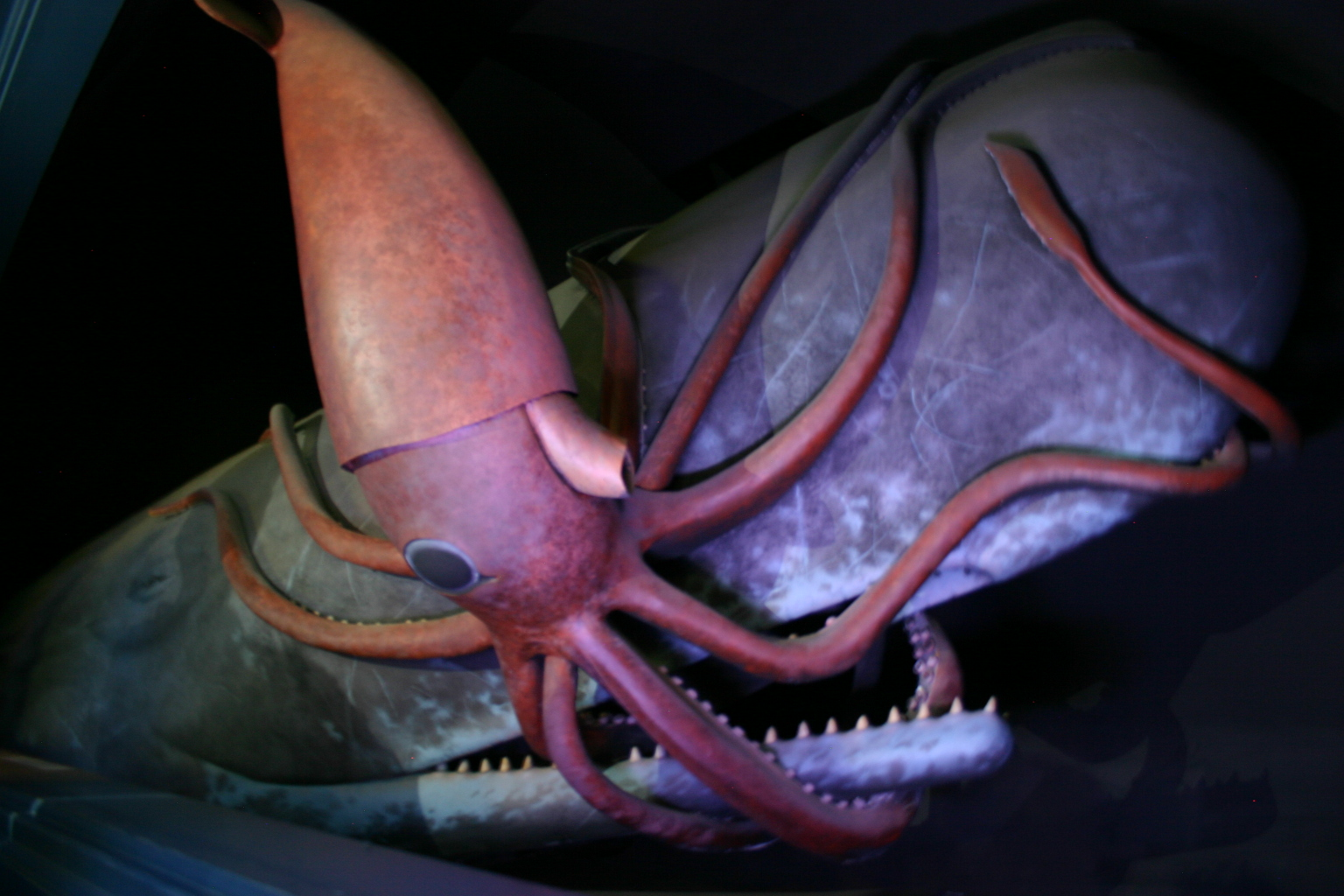
Een model van een potvis in gevecht met een reuzeninktvis, American Museum of Natural History (New York).

Alle grote walvissen hebben zich gespecialiseerd in het eten van vissen of kleine garnalen (krill) die ze relatief dicht aan de oppervlakte vangen. De potvis is hierop de enige uitzondering. deze soort heeft zich gespecialiseerd in prooien die op veel grotere diepte leven en een aanzienlijk groter lichaam hebben. De potvis is een uitgesproken carnivoor die dagelijks ongeveer drie procent van het lichaamsgewicht aan voedsel opneemt. Dit komt neer op ongeveer een ton per dag. Hierbij moet wel worden opgemerkt dat de voornaamste prooidieren, inktvissen, voornamelijk bestaan uit water. Lange tijd werd gedacht dat potvissen uitsluitend grote pijlinktvissen aten van enkele meters lang zoals de soort Onykia robusta of inktvissen uit het geslacht Architeuthis. Deze dieren kunnen voor een ongewervelde een reusachtige lengte van meer dan twaalf meter bereiken en zijn waarschijnlijk de inspiratie geweest voor mythische wezens zoals de kraken. Over de potvis wordt wel beweerd dat voornamelijk dergelijke reuzeninktvissen op het menu zouden staan maar uit vondsten uit de magen van gestrande dieren blijkt dat deze slechts een klein deel van het menu uitmaken. De littekens op de lichamen van veel exemplaren bewijzen dat heel grote inktvissen ook geen makkelijke prooien zijn. De bioloog Robert B. Clarke beschreef in een publicatie uit 1956 een potvis van 14,5 meter die een pijlinktvis van ongeveer tien meter en een gewicht van 185 kilo in zijn maag had. Men dacht hierdoor dat potvissen echte specialisten moesten zijn die zich toegespitst hadden op het eten van pijlinktvissen die ze in de waterkolom buitmaken.
Pijlinktvissen zijn wel de belangrijkste voedselbron van de potvis, ze vormen het stapelvoedsel. Een artikel uit 1980 schat het totale gewicht aan pijlinktvissen wereldwijd dat jaarlijks door potvissen wordt buitgemaakt op 110 tot 320 miljoen ton. In totaal zijn meer dan veertig soorten inktvissen gevonden in de magen van potvissen, zowel kleinere als zeer grote soorten. Kleinere soorten kunnen in grote hoeveelheden worden geconsumeerd; uit één waarneming blijkt dat de maag van een potvis de restanten van 28.000 kaakdelen van inktvissen bevatte, wat neerkomt op 14.000 exemplaren.
Naast pijlinktvissen worden echter ook wel andere inktvissen (zoals octopussen), roggen, haaien, vissen en kreeftachtigen zoals garnalen, krabben en hogere kreeften gegeten. Omdat ook bodembewonende kreeften en vissen op het menu staan weet men dat de potvis ook op de bodem jaagt en niet alleen in het vrije water. Ook zijn wel pyrosomen aangetroffen in de maag van potvissen. Deze salp-achtige, kolonievormende dieren vertonen bioluminescentie en zijn waarschijnlijk aangezien voor lichtgevende pijlinktvissen.
In de magen van geharpoeneerde potvissen zijn de meest uiteenlopende dieren en zelfs planten of voorwerpen aangetroffen die waarschijnlijk per ongeluk of als bijvangst zijn ingeslikt. Voorbeelden zijn sponsachtigen, stukken koraal, kokosnoten, appels, stenen, plastic tassen, boeien, metalen blikjes en schoenen. Jonge potvissen eten aanzienlijk kleinere prooien die ze in ondiepe wateren zoeken, zoals tweekleppigen.

### Jacht
Potvissen hebben zich gespecialiseerd in het jagen op grote diepten waar geen zonlicht reikt en totale duisternis heerst. Hier wordt volledig vertrouwd op de echolocatie (ook wel sonar genoemd) waarbij prooidieren met behulp van geluidsgolven worden gedetecteerd en gelokaliseerd. Er zijn waarnemingen bekend van geharpoeneerde dieren die geheel blind bleken te zijn maar toch goed doorvoed waren en een volle maag hadden. Dit is te danken aan het goed ontwikkelde vermogen om prooien niet op zicht, maar door geluid waar te nemen. Echolocatie werd in het verleden bij vleermuizen onderzocht door de dieren blind te maken.
Potvissen jagen mogelijk in groepen waarbij elk exemplaar zijn eigen, afwisselende taak heeft. Vermoed wordt dat de dieren hierbij gezamenlijk een school pijlinktvissen aanvalt, waarbij een deel van de potvissen naar grotere diepten duikt om te voorkomen dat de inktvissen ontsnappen door dieper te gaan zwemmen. De andere potvissen zouden vervolgens het midden van de school aanvallen. Een dergelijk gedrag lijkt op het opjagen van scholen vissen door dolfijnen, maar het groepsgedrag bij de jacht is slechts fragmentarisch bestudeerd.
Er zijn gevallen bekend waarbij een mens zou zijn opgegeten door een potvis. Zo zou een zekere James Bartley (1870–1909) in één keer zijn doorgeslikt. Bartley werd 36 uur later teruggevonden door zijn collega-walvisjagers die erg verbaasd waren dat hij nog leefde. Dit verhaal wordt echter afgedaan als een broodjeaapverhaal. Daarnaast is er ook een geval geregistreerd waarbij een mens werd opgegeten, al was dit waarschijnlijk niet opzettelijk. In 1947 werd het verhaal opgetekend door Egerton Yorick Davis, een arts die in 1893 of 1894 het lichaam van een matroos uit een potvis zou hebben gesneden. Deze had het niet overleefd; zijn lichaam was verbrijzeld en deels verteerd. Ook dit verhaal is echter hoogstwaarschijnlijk een verzinsel.

### Sociale interacties

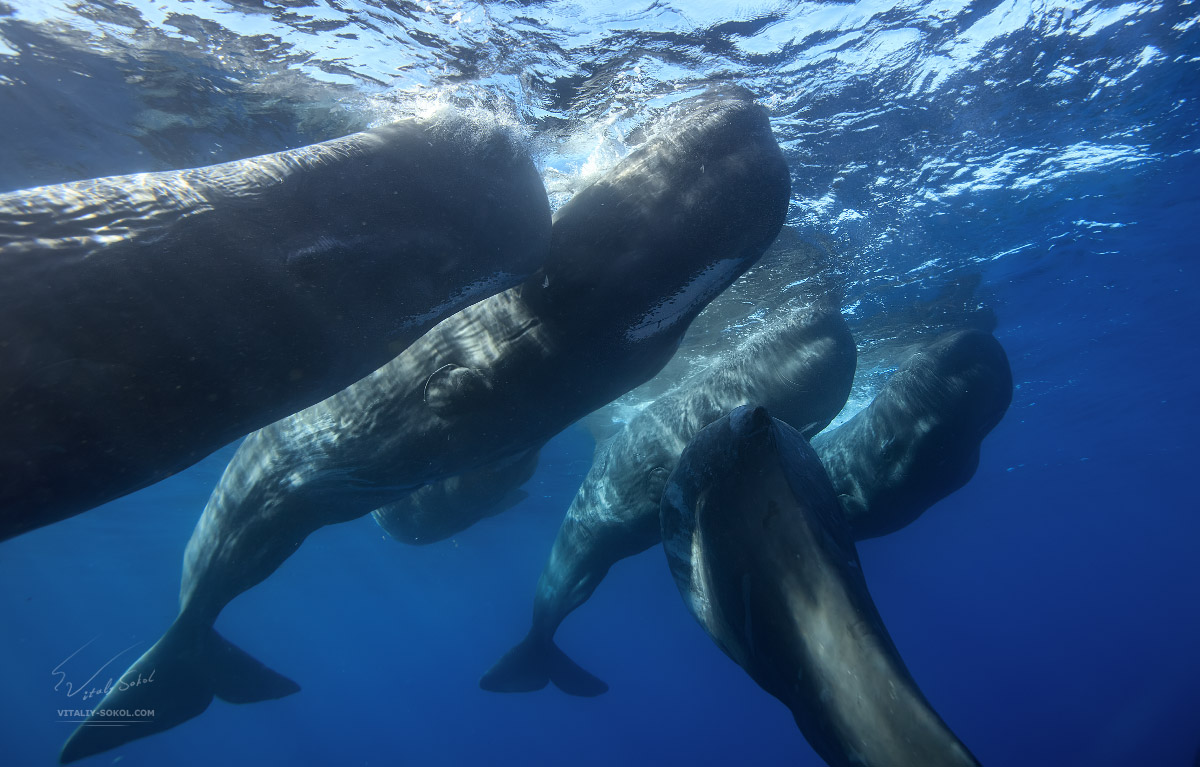
Potvissen leven in groepen en communiceren met elkaar.

Potvissen leven meestal in groepen maar ook solitair levende dieren komen voor. De vrouwtjes en hun jongen leven vaak in zogenaamde familiegroepen die uit tientallen vrouwtjes en hun jongen bestaan. Lange tijd werden deze groepen 'harems' genoemd omdat men dacht dat een mannetje aan het hoofd stond van een dergelijke groep maar dat bleek later niet het geval. De vrouwtjes blijven vaak hun hele leven in een familiegroep bij elkaar, samen met de jongen. De vrouwtjes verzorgen, beschermen en zogen hun jongen, soms zelfs die van elkaar.
De mannetjes trekken als ze ouder worden weg op een leeftijd van vier tot 21 jaar en vormen een groep van 'vrijgezelle' mannetjes die bij elkaar blijven. Oudere mannetjes gaan meer hun eigen weg en leven grotendeels solitair. Soms komt een familiegroep en een ouder mannetje of een vrijgezellengroep van mannetjes bij elkaar waarbij de mannetjes paren met de vrouwtjes. De vrouwtjes paren met meerdere mannetjes. De mannetjes bakenen geen territorium af maar kunnen hevig met elkaar vechten om een vrouwtje waarbij ze elkaar bijten en ernstige verwondingen kunnen ontstaan. Een mannetje kan zich op de rug draaien waarbij het met zijn bek probeert het vlees van een concurrent af te scheuren. Daarnaast is waargenomen dat de mannetjes elkaar bij de bek grijpen in een poging de onderkaak van de tegenstander te breken.
Als een potvis gewond raakt zal de groep zich om het dier heen verzamelen waarbij de koppen naar het slachtoffer gericht worden en de krachtige staarten naar buiten worden gehouden om het dier te beschermen. Door walvisvaarders is hier in het verleden veelvuldig gebruik van gemaakt door een dier te verwonden maar doelbewust niet te doden om vervolgens de gehele groep een voor een te harpoeneren.
Als een moeder haar kalf baart wordt ze door de vrouwtjes van haar groep beschermd doordat ze een ring vormen om het barende dier. Na de geboorte werken ze samen om het kalf boven water te houden zodat het niet verdrinkt.

### Communicatie

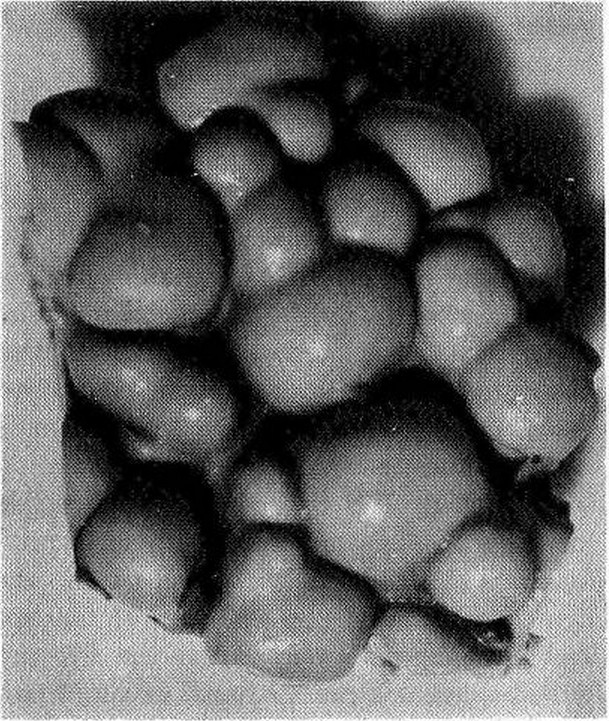
Het oppervlak van de frontale kamer aan de voorzijde van de kop.

In 1957 werd door Valentine Worthington en William Schevill ontdekt dat potvissen geluiden maken onder water. Er wordt geen typisch walvisgezang geproduceerd zoals bekend is van andere walvissen maar de geluiden bestaan steeds uit klik-achtige fragmenten. Deze kunnen echter in verschillende patronen worden geproduceerd en herhaald zodat het lijkt op de coupletten van een lied. Uit recentelijker studies blijkt dat de potvis geluiden kan produceren tot 236 decibel, wat overeenkomt met het geluid van een opstijgende Saturnus V-raket op een afstand van een meter.
Het geluid wordt geproduceerd door lucht door het rechter neuskanaal te persen waar het langs structuren wordt gevoerd die de fonische lippen worden genoemd. Het geluid wordt achterwaarts gericht en komt in de meloen terecht waar het wordt gereflecteerd wordt door de frontale kamer, dit is een verharde structuur in de schedel. De frontale kamer heeft een koepelvorm die werkt als een lens en het geluid focust en naar voren terugkaatst. De geluidstrillingen worden vervolgens een derde keer teruggekaatst door de meloen. Doordat het heen en weer kaatsen van de geluidstrillingen binnen enkele milliseconden plaatsvindt, ontstaat het karakteristieke klikkende geluid. De interval tussen de geluidspulsen is afhankelijk van de lengte van de verschillende delen van de kop. Hierdoor is het geluidspatroon van iedere potvis uniek, waarschijnlijk kunnen de dieren elkaar individueel herkennen en ook familieleden onderscheiden van dieren die tot een andere groep behoren. Bij oudere exemplaren verandert het geluid als gevolg van de groter wordende kop.
De geluiden die geproduceerd worden om prooien op te sporen en te achtervolgen zijn het luidst en kunnen tot meer dan 230 decibel bedragen. Ze hebben een groot bereik en bestaan uit een 'krakend' geluid dat een veel hogere frequentie heeft tot ongeveer 15 kilohertz. Deze geluiden worden wel specifiek gericht op de locatie waar het prooidier zich bevindt om continu de positie van de prooi te bepalen. Bij het achtervolgen van een prooi wordt een serie klikken geproduceerd die steeds hoger in frequentie wordt.
De klikgeluiden die dienen voor de communicatie bestaan uit morsecode-achtige signalen die een lage frequentie hebben van ongeveer 0,5 tot 5 kilohertz. Dergelijke geluidsgolven worden niet gericht op een bepaalde positie en hebben vaak een bepaald patroon dat de coda wordt genoemd. Ze hebben een interval van 0,1 tot 0,5 seconden en dienen om te communiceren met soortgenoten. De mannetjes geven daarnaast signalen af die een frequentie hebben van 0,5 kHz en een enorm bereik hebben in vergelijking met andere klikgeluiden. Deze vorm van communicatie dient waarschijnlijk om vrouwtjes te lokken. De verschillende soorten geluiden van de potvis zijn in de onderstaande tabel weergegeven.
| Geluiden van de potvis        | Geluiden van de potvis | Geluiden van de potvis | Geluiden van de potvis | Geluiden van de potvis          |
| Functie geluid                | Focus                  | Frequentie (kilohertz) | Interval (sec)         | Geluidsfragment van het signaal |
| ----------------------------- | ---------------------- | ---------------------- | ---------------------- | ------------------------------- |
| Zoeken naar prooien           | Sterk                  | 15                     | 0,5 - 1                |                                 |
| Achtervolgen van prooien      | Sterk                  | 15                     | 0,005 - 0,1            |                                 |
| Intersoortelijke communicatie | Zwak                   | 5                      | 0,1 - 0,5              |                                 |
| Baltsende mannetjes           | Zwak                   | 0,5                    | 5 - 8                  |                                 |

### Zwemmen en duiken

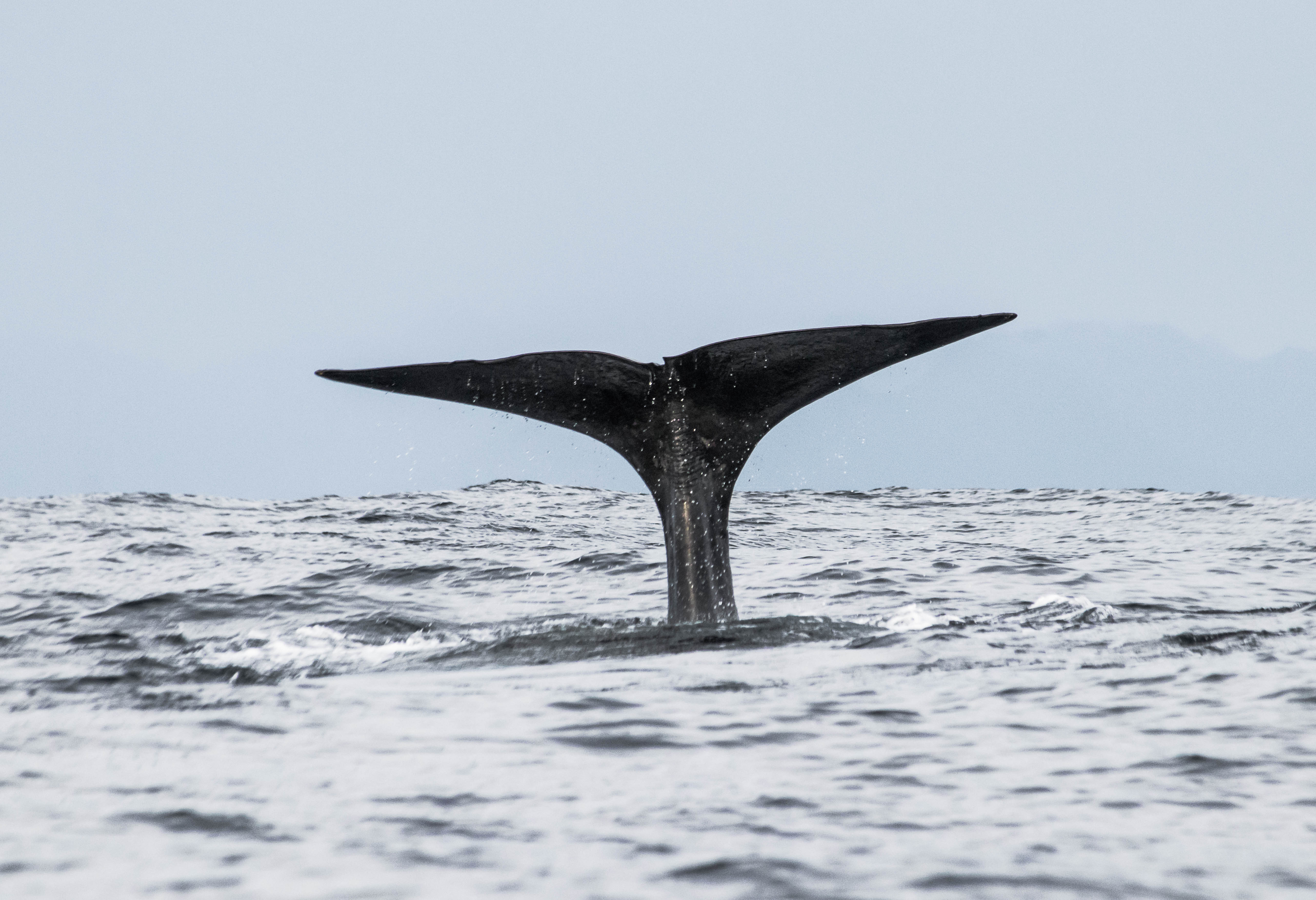
Bij het duiken wordt de staart boven water gestoken, dit is een verschil met een aantal andere soorten walsvisachtigen.

Een foeragerende potvis beweegt zich normaal gesproken voort met een snelheid van ongeveer twee tot 5,5 kilometer per uur. Bij het migreren naar andere wateren wordt een snelheid aangehouden van ongeveer vijf tot 14,5 kilometer per uur. Als het dier gevaar waarneemt wordt de snelheid opgevoerd naar ongeveer achttien tot 27 kilometer per uur en als het dier wegvlucht kan een snelheid worden bereikt van 34 tot 44 kilometer per uur. Een geharpoeneerde potvis kan een vissersboot zelfs voortslepen in het water met een snelheid van ongeveer 40 km/h, wat voor de bemanning een beangstigende ervaring moet zijn geweest.
Een duik van de potvis duurt gemiddeld twintig tot vijftig minuten waarbij de grotere mannetjes langer onder water kunnen blijven dan de vrouwtjes. Jongere dieren raken sneller buiten adem en kunnen slechts een tiental minuten onder water blijven voor ze weer moeten ademhalen. De maximale tijd die een mannetje onder water kan blijven varieert van anderhalf tot twee uur. Na een duik blijft de potvis minutenlang aan het wateroppervlak drijven om op adem te komen.
De potvis jaagt meestal op een diepte van ongeveer 300 tot 600 meter. Dieren met een lichaamslengte van ongeveer acht tot elf meter bereiken zelden een diepte van meer dan 900 meter. De Schotse natuuronderzoeker Thomas Beale beschreef al in 1839 dat een potvis tot een diepte van 800 vadem moest duiken wat neerkomt op 1465 meter. Later claimde de Belgische zoöloog Pierre Joseph Van Beneden dat een diepte van 700 vadem (1280 meter) kon worden bereikt op basis van de vislijn die aan een geharpoeneerde potvis was bevestigd. In die tijd namen biologen dergelijke dieptes echter niet serieus.
Dat veranderde in 1932 toen een Amerikaanse kabellegger, een schip dat kabels op de zeebodem bevestigt, een potvis vond op een diepte van ongeveer 1100 meter onder water. Dit dier was gestikt na verstrikt te zijn geraakt in een telegraafkabel en het was dus op eigen houtje naar beneden gezwommen. Er zijn later meerdere waarnemingen geweest van potvissen die op een diepte van meer dan een kilometer in kabels verstrikt raakten.
Tegenwoordig wordt aangenomen dat een potvis zonder al te veel moeite een diepte van ongeveer 1500 meter kan bereiken. De grotere mannetjes kunnen door hun grotere lichaam waarschijnlijk tot een diepte van 2500 tot 2900 meter halen. In 2018 werden nieuwe bevindingen gepubliceerd die aangeven dat potvissen mogelijk zelfs tot op meer dan 4000 m duiken.
Er zijn verschillende theorieën over de jachtmethoden van de potvis. De potvis zwemt met een snelheid van zo'n acht kilometer per uur naar een diepte van ongeveer een kilometer en duikt met een iets hogere snelheid weer op, wat het dier circa een kwartier kost. Aangezien een gemiddelde duik ongeveer een uur duurt, spendeert het dier ongeveer 40 minuten op de bodem. Lange tijd werd gedacht dat de potvis hier actief op jacht gaat naar prooidieren maar uit waarnemingen van zowel walvisjagers als wetenschappers is gebleken dat een dier dat onderduikt zelden ver uit de buurt weer bovenkomt. Dit doet vermoeden dat de potvis in de regel meer vanuit een hinderlaag jaagt en zijn prooien opwacht.

## Relaties met andere dieren

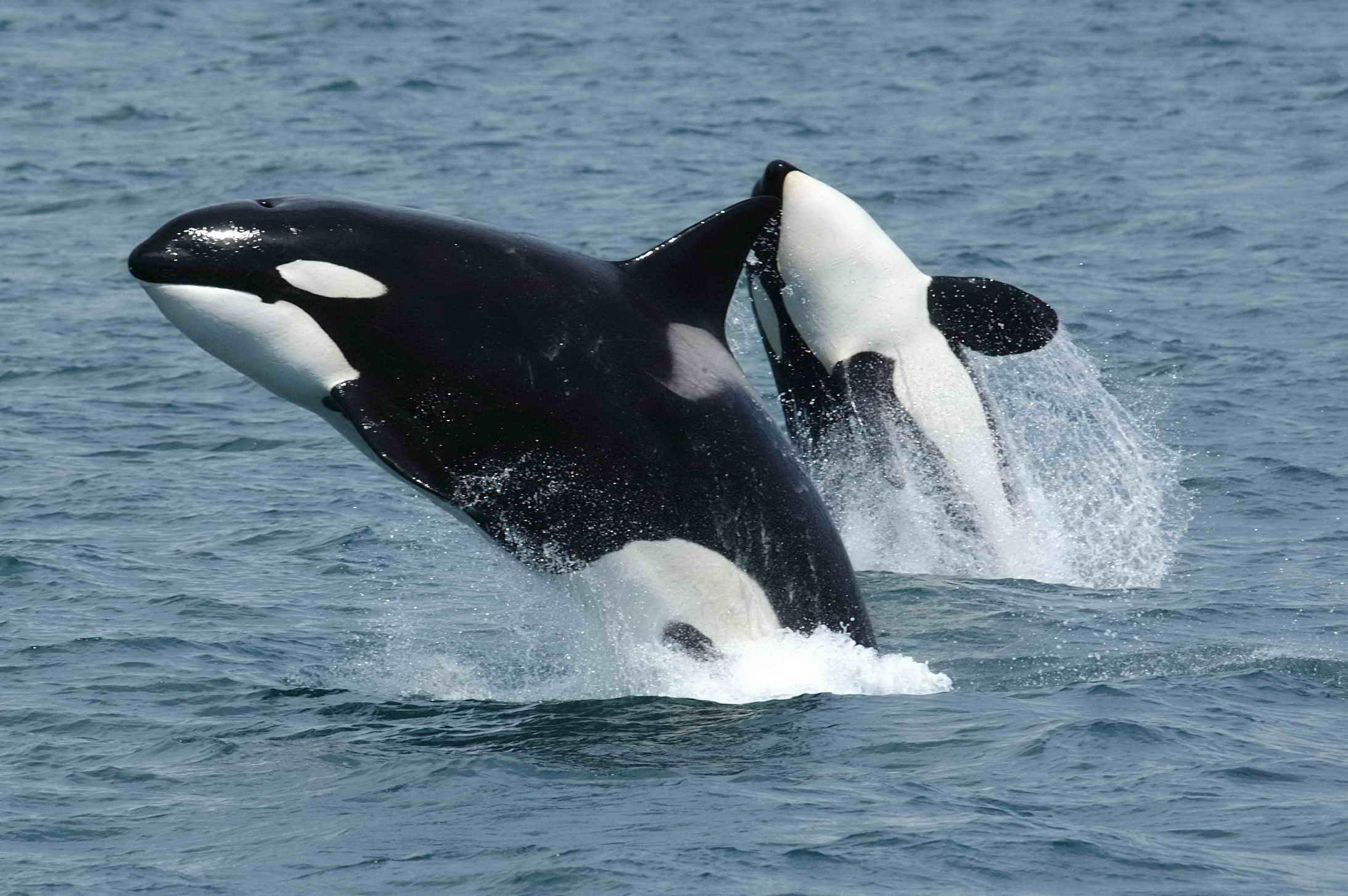
De orka (Orcinus orca) is de belangrijkste vijand van de potvis.

Net zoals andere grotere walvisachtigen heeft de potvis te lijden onder vijanden en parasieten, tolereert commensalen en profiteert van dieren die het lichaam schoon houden.

### Vijanden
Volwassen potvissen hebben weinig vijanden vanwege hun grootte en het vermogen om de staart, de bek en de kop te gebruiken om van zich af te slaan. Alleen groepen orka's staan bekend om hun kundigheid om een volwassen potvis te doden. Daarnaast is van zwaardvissen bekend dat ze met hun scherpe snuitpunt een potvis kunnen doden. Ze doen dit niet om het dier buit te maken maar om het territorium te verdedigen.
Daarnaast zijn ook de grote inktvissen waarop de potvis jaagt mogelijk een bedreiging voor het dier. De reuzeninktvissen die soms in de magen van de dieren zijn gevonden kunnen tientallen meters lang worden, beschikken over een scherpe, snavel-achtige bek en hebben een lichaam dat voorzien is van grote en krachtige armen die voorzien zijn van sterke zuignappen. Daarnaast zijn inktvissen gevoelig voor naderende prooidieren en zijn erg alert, wat te danken is aan hun hoog ontwikkelde brein in vergelijking met andere ongewervelden. Een gevecht tussen een grote inktvis en een potvis is echter nog nooit door een mens aanschouwd.

### Parasieten
De potvis is net als andere walvissen vaak geïnfecteerd met verschillende parasieten. Op de huid en in de organen komen verschillende organismen voor die echter ook bij andere walvisachtigen worden gevonden en niet soortspecifiek zijn. Voorbeelden zijn verschillende soorten lintwormen (Cestoda) en haarwormen (Trichinellida) zoals die uit het geslacht Bolbosoma die de organen van walvissen aantasten.
Andere belangrijke parasieten zijn prikken zoals de zeeprik (Petromyzon marinus) en de verwante Entosphenus tridentatus. Deze op vissen gelijkende dieren bevestigen zich met hun zuigmond aan dunne delen van de huid, zoals de mondhoeken en delen rond de anus en de geslachtsstreek.
Parasieten zijn mogelijk niet alleen schadelijk voor de organen van de potvis maar kunnen de dieren mogelijk zelfs ten gronde richten doordat ze het navigatievermogen verstoren. Bekend is dat nematoden en andere kleine parasieten de gehoorbeentjes kunnen infecteren waarin de evenwichtsorganen zijn gelegen. Mogelijk is dit een van de redenen dat potvissen - maar ook andere walvissen - soms massaal stranden. Pasgeboren potvissen zijn nog vrij van parasieten maar raken ze binnen korte tijd geïnfecteerd met de meest uiteenlopende organismen. De besmetting vindt deels plaats via de moeder.
De nematode Placentonema gigantissima komt alleen voor bij de potvis en is een van de grootst bekende parasieten. De meeste rondwormen bereiken een lengte van minder dan een millimeter tot enkele centimeters maar Placentonema gigantissima kan tot 8,4 meter lang worden en 2,5 centimeter dik. Het is mogelijk de grootste nematode die ooit is beschreven Deze worm parasiteert meestal de placenta van de vrouwelijke dieren maar kan ook worden aangetroffen andere organen zoals de baarmoeder, de spijsverteringsorganen en de melkklieren. Ook parasitaire eenoogkreeftjes kunnen op de potvis worden gevonden, zoals de soort Pennella balaenopterae. Waar de meeste eenoogkreeftjes onooglijk klein blijven en hooguit enkele millimeters lang worden kan deze soort een lengte tot dertig centimeter bereiken. Ze graven zich in in de huid van de potvis maar richten waarschijnlijk weinig schade aan.

### Commensalen

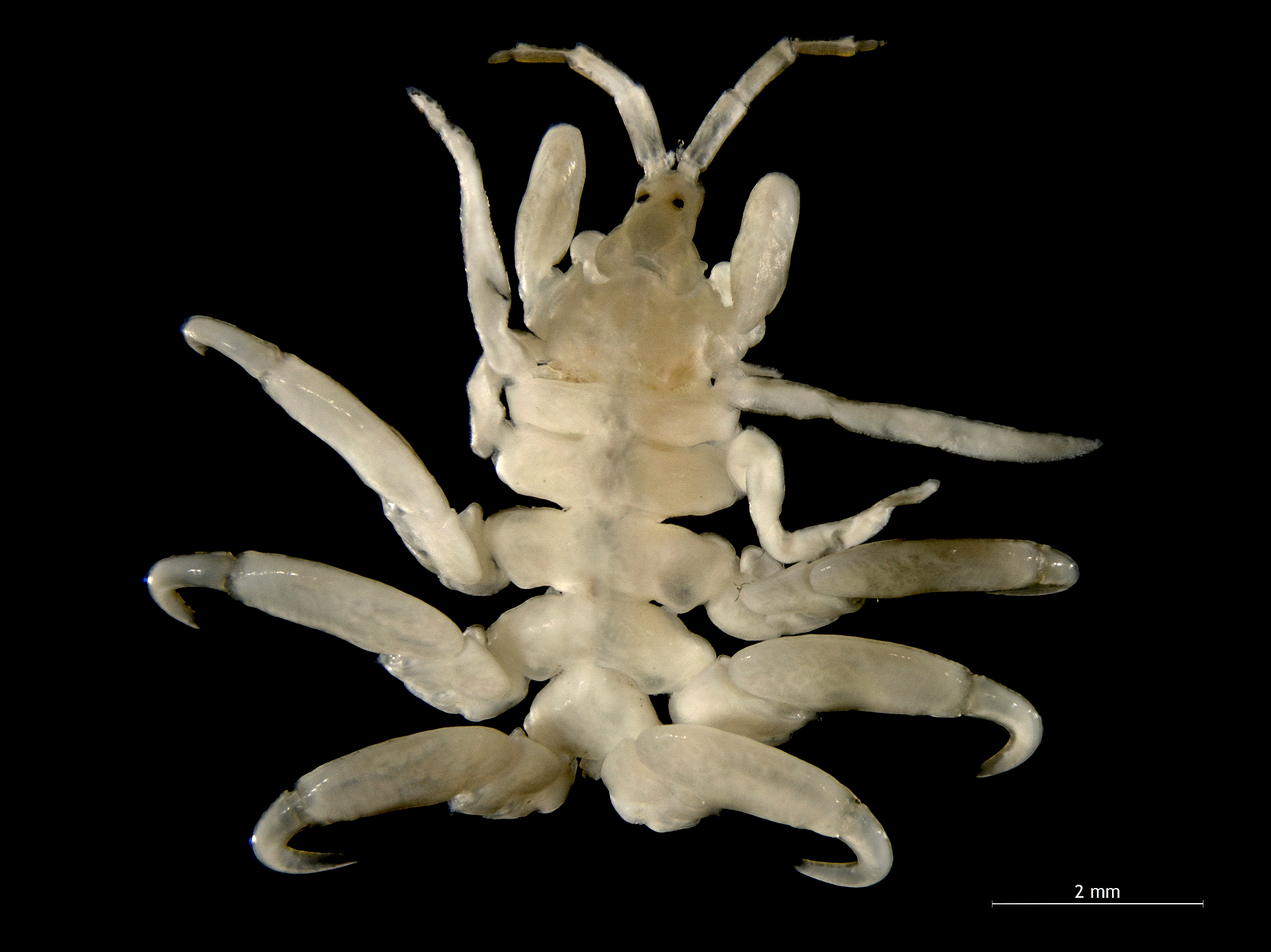
Een walvisluis, afgebeeld is de soort Cyamus boopis.

De potvis leeft net als andere walvissen samen met dieren die de huid ontdoen van parasieten, zoals verschillende garnalen, vissen en sommige zeevogels. Een andere manier om een manifestatie van parasieten te verkleinen is door met het lichaam op het water te slaan, waarbij een deel van de aangehechte parasieten los wordt geslagen.
De potvis draagt ook diverse commensalen met zich mee die zich op de huid manifesteren. Voorbeelden zijn verschillende soorten zeepokken, algen en wieren. Dergelijke organismen liften echter mee op het lichaam van het dier zonder veel schade aan te richten. Hooguit verminderen deze aangroeisels de stroomlijning van het lichaam enigszins waardoor er meer energie moet worden besteed aan het zwemmen.
Sommige soorten zeepokken, zoals die uit het geslacht Xenobalanus en Tubicinella, graven zich diep in het huidweefsel en soorten van de laatste groep scheiden zelfs enzymen af die de huid verteren. Hierdoor zijn ze goed ingebed in de huid wat een hoge graad aan bescherming biedt. Zeepokken kunnen zich soms rond de ademopening manifesteren wat mogelijk de ademhaling kan belemmeren.
Van de potvis is bekend dat het dier het lichaam soms verticaal laat drijven in het water met de staart recht naar boven waarbij de kop en het lichaam onder water worden gehouden. De potvis kan een dergelijke pose ongeveer een uur lang volhouden. Dit dient om diertjes als zeepokken op de staart uit te drogen zodat ze loslaten. Zeepokken richten weinig lichaamsschade aan; ze filteren deeltjes uit het water en gebruiken de potvis slechts als taxi.
Een belangrijke parasiet van walvissen zijn walvisluizen, deze vormen een familie van ectoparasitaire vlokreeften. De meeste soorten zijn weinig soortspecifiek, een uitzondering is de soort Cyamus catodontis die vrijwel alleen op de potvis leeft. Deze walvisluis komt alleen voor op de grotere mannetjes, terwijl de soort Neocyamus physeteris uitsluitend leeft op vrouwtjes en jongere dieren. Aangezien Cyamus catodontis soms ook op de zuidkaper (Eubalaena australis) wordt aangetroffen wordt vermoed de walvissen soms gezamenlijk voorkomen en elkaar hierdoor besmetten. Walvisluizen worden niet beschouwd als strikt schadelijke parasieten maar meer als nuttige dieren die algen en dode huidresten verwijderen.

## Verspreiding en habitat

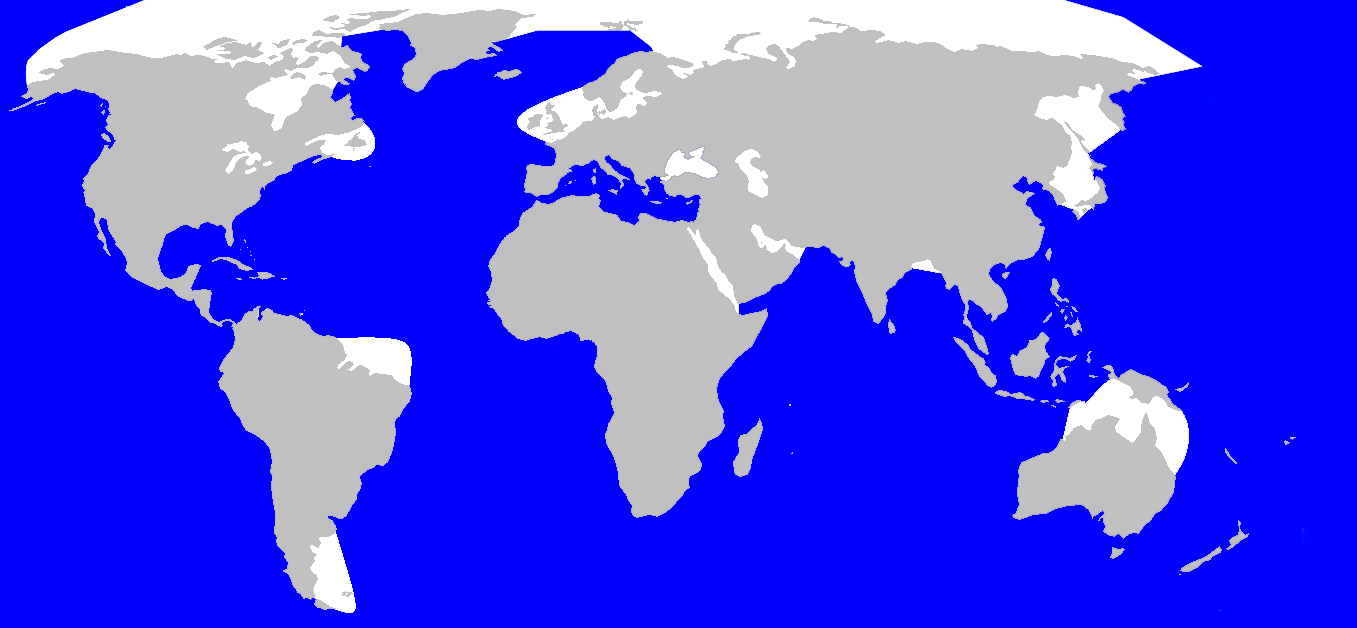
Verspreidingsgebied in het blauw.

De potvis komt voor in alle wereldzeeën die dieper zijn dan 1000 meter en niet bedekt zijn met dicht pakijs. Er zijn oude waarnemingen bekend uit de Rode Zee maar uit onderzoek uit 2014 blijkt dat bewijs van de aanwezigheid van de potvis in de Rode Zee ontbreekt. Ook in deels afgesloten zeeën of ondiepe zeeën zoals de Zwarte Zee, de Oostzee en de Noordzee, komen geen potvissen voor, behalve als ze zijn verdwaald.
Potvissen komen met name voor tussen veertig graden noorderbreedte en veertig graden zuiderbreedte. De vrouwtjes en kalveren leven alleen rond de evenaar en in subtropische delen van de oceanen bij een temperatuur van minstens vijftien graden Celsius. Mannetjes hebben een voorkeur voor koudere wateren en worden vaak ten noorden of ten zuiden van deze regio aangetroffen. Waarschijnlijk volgen ze de migratiepatronen van de inktvissen die hun voornaamste voedsel vormen. Ze kunnen worden gevonden in de meest zuidelijke en noordelijke poolzeeën tot aan de rand van het pakijs. Het zijn echter alleen de oudere mannetjes die solitair zwemmen of verdwaald zijn die hier sporadisch worden gevonden. Potvissen migreren van noordelijke delen van het areaal in de zomer naar warmere delen van de zee rond de evenaar in de winter. De exacte migratiepatronen zijn echter nog niet bekend. Hoewel potvissen echte diepwaterbewoners zijn komen ze soms ook voor in ondiepere zeeën zoals de Middellandse Zee en in kuststreken waar de ondiepten langs de kust vrij abrupt overgaan in diep water. Een voorbeeld van een dergelijke plaats is het Kaikouraschiereiland in Nieuw-Zeeland.

### In België en Nederland
In de Noordzee komen normaal gesproken geen potvissen voor omdat het water te ondiep is. Hierdoor raken ze gedesoriënteerd en veel dieren stranden en sterven hierbij of spoelen dood aan. Tussen december 1761 en februari 1762 strandden 22 exemplaren in verschillende landen aan de Noordzeekust. Dit was de grootste serie strandingen die ooit is gedocumenteerd en waarschijnlijk was er een verband. Een potvis die op 15 december 2012 bij het eiland Texel aanspoelde, had 83 kg amber in zijn buik. Met de verkoop hiervan is de walviszaal van Ecomare bekostigd.
Onderstaand zijn alle strandingen van de potvis in Nederland en België tussen 1254 en 2016 opgenomen in een tabel, gebaseerd op Smeenk & Evans (2018).
Noten bij de tabel:

1 = De datum geeft de juliaanse notatie weer, die tussen haakjes de Gregoriaanse.

2 = De lichaamslengtes zijn geconverteerd van de lengtemaat voet. Lichaamslengtes werden niet op een wetenschappelijke manier opgemeten en worden beschouwd als onnauwkeurig.
| Lijst van potvisstrandingen in Nederland en België         | Lijst van potvisstrandingen in Nederland en België | Lijst van potvisstrandingen in Nederland en België | Lijst van potvisstrandingen in Nederland en België                                                                                                  | Lijst van potvisstrandingen in Nederland en België |
| Nederland                                                  | Nederland                                          | Nederland                                          | Nederland | Nederland                                          |
| Datum                                                      | Plaats                                             | Aantal                                             | Bijzonderheden | Referenties                                        |
| ---------------------------------------------------------- | -------------------------------------------------- | -------------------------------------------------- | --- | -------------------------------------------------- |
| 1254 of 1257                                               | Stavoren                                           | 2                                                  | De stranding vond mogelijk plaats in Enkhuizen | [ 57 ]                                             |
| 11 maart 1566 (22 maart)1                                  | Zandvoort                                          | 1                                                  | Exemplaar van 12,8 meter.1 | [ 58 ]                                             |
| 22 of 23 november 1577 (3 of 4 december)1                  | Ter Heijde                                         | 3                                                  | Er strandden meer exemplaren maar 10 of 11 wisten weer weg te zwemmen. Lengtes 14,6 m, 14,9 m en 16,5 m.2                                           | [ 59 ]                                             |
| 3 februari 1598                                            | Berkheide                                          | 1                                                  | Aangewezen als lectotype. Gevonden nabij Wassenaar, lengte was ongeveer 16 m.1                                                                      | [ 60 ]                                             |
| 19 december 1601                                           | Wijk aan Zee                                       | 1                                                  | Lichaamslengte 18,3 m.1 | [ 61 ]                                             |
| 14 januari 1606                                            | Springersplaat                                     | 1                                                  | Lichaamslengte was 21,9 m.1 | [ 62 ]                                             |
| 26 maart 1609                                              | Ritthem                                            | 1                                                  | Lichaamslengte bedroeg 18,3 m.1 | [ 63 ]                                             |
| 28 december 1614                                           | Noordwijk                                          | 1                                                  | Lichaamslengte 15,8 of 17,7 m.2 | [ 64 ]                                             |
| Januari 1617                                               | Friesland                                          | 1                                                  | Onzeker, deze stranding is zeer slecht gedocumenteerd                                                                                               | [ 65 ]                                             |
| 21 januari 1617                                            | Berkheide                                          | 1                                                  | Lichaamslengte 15,9 m.2 | [ 66 ]                                             |
| Januari of februari 1617                                   | Westvoorn                                          | 2                                                  | - | [ 67 ]                                             |
| 6 februari 1617                                            | Noordwijk                                          | 1                                                  | Meerdere exemplaren spoelden aan maar zwommen weer weg. Lengte 16,6 m.2                                                                             | [ 68 ]                                             |
| Maart 1620                                                 | Zwartewaal/Rozenburg                               | 1                                                  | Lichaamslengte was 17 m.2 | [ 69 ]                                             |
| December 1626                                              | Terneuzen                                          | ?                                                  | Onzeker, deze stranding is zeer slecht gedocumenteerd                                                                                               | [ 70 ]                                             |
| Januari 1629                                               | Zoutelande                                         | ?                                                  | Onzeker, deze stranding is erg slecht gedocumenteerd                                                                                                | [ 70 ]                                             |
| 4 januari 1629                                             | Noordwijk                                          | 1                                                  | Lichaamslengte was 18,9 m.2 | [ 71 ]                                             |
| 1635                                                       | Scheveningen                                       | ?                                                  | Onzeker, deze stranding is erg slecht gedocumenteerd                                                                                                | [ 72 ]                                             |
| 5 oktober 1641                                             | Callantsoog                                        | 1                                                  | Lichaamslengte 20,4 m.2 | [ 73 ]                                             |
| 1650 of 1651                                               | Scheveningen                                       | ?                                                  | - | [ 74 ]                                             |
| 1656                                                       | Scheveningen                                       | ?                                                  | Onzeker, deze stranding is erg slecht gedocumenteerd. Mogelijk betreft het de stranding in 1635.                                                    | [ 75 ]                                             |
| Begin december 1761                                        | Eierland                                           | 1                                                  | Lichaamslengte 16 m.2 | [ 76 ]                                             |
| Januari 1762                                               | Terschelling                                       | 2                                                  | Lichaamslengte van een van de dieren was 22,5 m.2                                                                                                   | [ 77 ]                                             |
| Januari 1762                                               | Griend                                             | 2 of 3                                             | Lichaamslengte van een van de dieren was 22,5 m.2                                                                                                   | [ 77 ]                                             |
| 17 of 18 januari 1762                                      | Vlieland                                           | 3                                                  | - | [ 77 ]                                             |
| 20 februari 1762                                           | Zandvoort / Wijk aan Zee                           | 1                                                  | Lichaamslengte 16,7 m.2 | [ 78 ]                                             |
| 30 juni 1763                                               | De Hors                                            | 1                                                  | Lichaamslengte 17,2 m.2 | [ 79 ]                                             |
| 15 februari 1764                                           | Egmond                                             | 1                                                  | Lichaamslengte 18 m.2 | [ 80 ]                                             |
| 17 mei 1781                                                | Zandvoort                                          | 1                                                  | Lichaamslengte 19,2 m.2 | [ 81 ]                                             |
| 24 februari 1937                                           | Middelplaat                                        | 2                                                  | Lichaamslengtes 16 m en 18,5 m. | [ 82 ]                                             |
| 7 juli 1953                                                | De Hors                                            | 1                                                  | Lichaamslengte 15,5 m. | [ 83 ]                                             |
| 3 januari 1970                                             | Spijkerplaat                                       | 1                                                  | Lichaamslengte 16,65 m. | [ 84 ]                                             |
| 15 december 1979                                           | Egmond / Castricum                                 | 1                                                  | Lichaamslengte 15,2 m. | [ 85 ]                                             |
| 2 april 1990                                               | Noordvaarder                                       | 1                                                  | Lichaamslengte 15,2 m. | [ 86 ]                                             |
| 3 november 1994                                            | Terschelling / Ameland                             | 1                                                  | Lichaamslengte 14,4 m. | [ 87 ]                                             |
| 12 januari 1995                                            | Scheveningen                                       | 3                                                  | Lichaamslengtes 15,2 m, 15,35 m en 15,4 m. | [ 88 ]                                             |
| 27 november 1997                                           | Wassenaarseslag                                    | 1                                                  | Lichaamslengte 11,75 m. | [ 89 ]                                             |
| 28 november 1997                                           | Ameland                                            | 4                                                  | De dieren spoelden levend aan maar stierven. Lichaamslengtes 12,9 m, 13,2 m, 13,6 m en 14,21 m.                                                     | [ 90 ]                                             |
| 5 juni 2004                                                | Noordpolderzijl                                    | 1                                                  | Het dier spoelde dood aan. | [ 91 ]                                             |
| 24 tot 26 juni 2004                                        | Vlieland                                           | 1                                                  | Lichaamslengte 15 m. | [ 91 ]                                             |
| 2 november 2004                                            | Richel                                             | 2                                                  | Beide dieren spoelden aan maar zwommen weer weg. | [ 92 ]                                             |
| 3 november 2011                                            | Hinderplaat                                        | 1                                                  | Een exemplaar strandde maar zwom weg. | [ 93 ]                                             |
| 15 december 2012                                           | Noorderhaaks                                       | 1                                                  | Spoelde dood aan, lichaamslengte 15,1 m. | [ 94 ]                                             |
| 29 juli 2013                                               | Terschelling                                       | 1                                                  | Spoelde levend aan maar stierf later. Lichaamslengte ongeveer 12 m.                                                                                 | [ 93 ]                                             |
| 25 juni 2014                                               | Scheveningen / Wassenaar                           | 1                                                  | Restanten van een dood exemplaar. | [ 93 ]                                             |
| 12 januari 2016                                            | Texel                                              | 5                                                  | De dieren spoelden levend aan maar stierven later. Lichaamslengtes 9,6 m, 9,7 m, 10,1 m, 10,25 m en 11,1 m.                                         | [ 95 ]                                             |
| 14 januari 2016                                            | Texel                                              | 1                                                  | Het exemplaar was al enige tijd dood. Lichaamslengte 11,5 m.                                                                                        | [ 96 ]                                             |
| België                                                     |                                                    |                                                    | |                                                    |
| Datum                                                      | Plaats                                             | Aantal                                             | Bijzonderheden | Referenties                                        |
| 1402 of 1404 9 juli (20 juli) of 12 november (23 november) | Oostende                                           | 8                                                  | Een exemplaar had een lengte van bijna 21,3 meter.2 Deze waarneming is slechts gedocumenteerd maar het aantal duidt op een stranding van de potvis. | [ 97 ]                                             |
| 2 tot 5 juli 1577 (13 tot 16 juli)1                        | Westerschelde                                      | meer dan 3                                         | Slechts een enkel exemplaar werd goed onderzocht (lengte 17,7 m2) en werd gevonden nabij Doel (België). Mogelijk strandden er dieren in Nederland.  | [ 98 ]                                             |
| 17 december 1603                                           | Westerschelde                                      | 1                                                  | De lengte van het dier was 12,8 meter,2 het is een slecht gedocumenteerde waarneming en betrof mogelijk een andere walvisachtige.                   | [ 99 ]                                             |
| 1762, 18 tot 21 januari                                    | Bredene                                            | 1                                                  | De lichaamslengte was 18,9 meter.2 | [ 100 ]                                            |
| Eind januari 1762                                          | Blankenberge                                       | 1                                                  | De lichaamslengte was 19,5 meter.2 | [ 100 ]                                            |
| 19 december 1954                                           | De Panne                                           | 1                                                  | Aangetroffen in Duinkerke en later aangespoeld, de lichaamslengte was 16,5 m.                                                                       | [ 101 ]                                            |
| 12 februari 1989                                           | Koksijde                                           | 1                                                  | De lichaamslengte was 17 m. Valentijn van Sint-André genoemd.                                                                                       | [ 102 ]                                            |
| 8 december 1991                                            | De Panne of Koksijde                               | 1                                                  | De lichaamslengte was 16 m, het dier wist terug te zwemmen naar zee.                                                                                | [ 103 ]                                            |
| 18 november 1994                                           | Koksijde                                           | 3                                                  | De lichaamslengtes waren 14,4 m, 14,9 m en 15,4 m                                                                                                   | [ 104 ]                                            |
| 18 november 1994                                           | Nieuwpoort                                         | 1                                                  | De lichaamslengte was 18,2 m. | [ 104 ]                                            |
| 8 februari 2012                                            | Heist-aan-Zee                                      | 1                                                  | Het dier spoelde levend aan en stierf later, lichaamslengte was 13 m.                                                                               | [ 105 ]                                            |

## Bedreiging en bescherming
De jacht op walvisachtigen zoals de potvis is al tientallen jaren verboden. Potvissen worden ook vandaag de dag door verschillende menselijke handelingen bedreigd, variërend van aanvaringen met boten tot vervuiling en geluidshinder. Mogelijk kan ook klimaatverandering de populaties verzwakken in de toekomst, al is hier nog weinig onderzoek naar gedaan. De bescherming van de potvis bestaat -net als veel andere walvisachtigen- voornamelijk uit een international vangstverbod waardoor de populaties langzaam worden versterkt.

### De jacht op de potvis

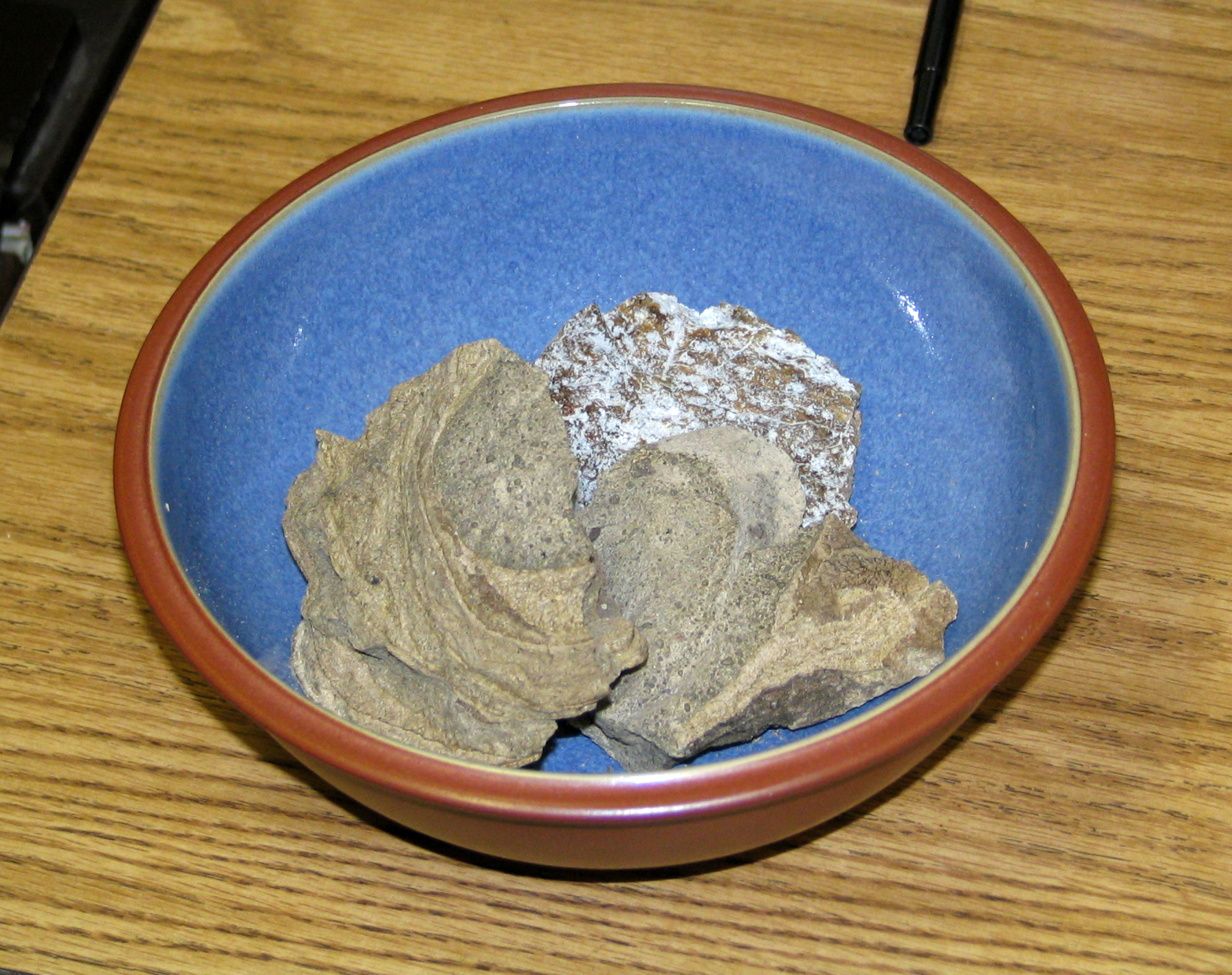
Het vormeloze maar peperdure amber was een gewild product en is afkomstig uit de darmen van de potvis.

De oorspronkelijk populatiegrootte van de potvis, voor de commerciële jacht begon, wordt geschat op ongeveer 1,1 miljoen exemplaren. Gedurende de eerste jachtgolf met houten boten werden de populaties verkleind met bijna een derde (29%). Na de meer efficiënte jacht met industriële schepen werden bleven er ongeveer 360.000 dieren over, ongeveer 23 procent van het oorspronkelijke aantal. Deze cijfers zijn echter gebaseerd op schattingen en met name in de periode 1700 - 1880 werden er weinig gegevens verzameld.
De ongekende jacht op potvissen richtte zich voornamelijk op oudere mannetjes die veel walschot bevatten en niet specifiek op jongere dieren. Dit is een belangrijk verschil met de jacht op andere zeezoogdieren zoals zeehonden waarvan de huid van de jonge dieren commercieel meer interessant is. Hierdoor hebben de potviskolonies zich redelijk snel kunnen herstellen. De gemiddelde lichaamslengte van de soort is echter wel gedaald vanwege de eeuwen durende jacht op de potvis, omdat de grootste dieren commercieel het interessants waren en het vaakst werden gedood.
Als sinds 1500 wordt er jacht gemaakt op grote zeezoogdieren zoals de potvis. De grootschalige commerciële jacht op walvisachtigen - en dus ook op de potvis - geschiedde echter in twee golven. De eerste vond plaats van grofweg 1740 tot 1880 door walvisjagers in houten schepen waarbij de jagers met behulp van houten bootjes die de potvis moesten aanhaken en binnenhalen op het moederschip.
De tweede golf deed zich voor gedurende en na de industriële revolutie waarbij metalen schepen werden ingezet en de potvis veel efficiënter opgespoord, achtervolgd en gedood kon worden. Op het hoogtepunt - het jaar 1964 - werden volgens officiële cijfers ongeveer 29.250 potvissen gedood. In het seizoen 1952 / 1953 werden er nog ongeveer 8500 potvissen geslacht, in 1967 - 1968 was dit nog ongeveer 2600 dieren.
In 1937 werd er door de Volkenbond de jacht op vrouwtjes aan banden gelegd in het verdrag International Agreement for the Regulation of Whaling. Dit verdrag kreeg echter weinig steun en had geen grote invloed op de walvisvangst al was het wel een eerste aanleg tot wetgeving omtrent de walvisjacht.
In 1947 werd het Verdrag tot regeling van de walvisvangst (International Convention for the Regulation of Whaling of ICRW) gesloten waarbij de vijftien belangrijkste landen die op walvissen jaagden zich aansloten. Tegenwoordig zijn er 88 landen die zich gecommitteerd hebben aan het verdrag. Alleen in de landen Japan en Indonesië worden op kleine schaal potvissen gevangen en gedood om het vlees of onder het mom van wetenschappelijk onderzoek. De jacht op walvissen is sinds 1984 officieel verboden. Desondanks zijn een aantal landen - onder het mom van wetenschappelijk onderzoek - doorgegaan met het doden van de dieren waaronder potvissen.

### Moderne bedreigingen

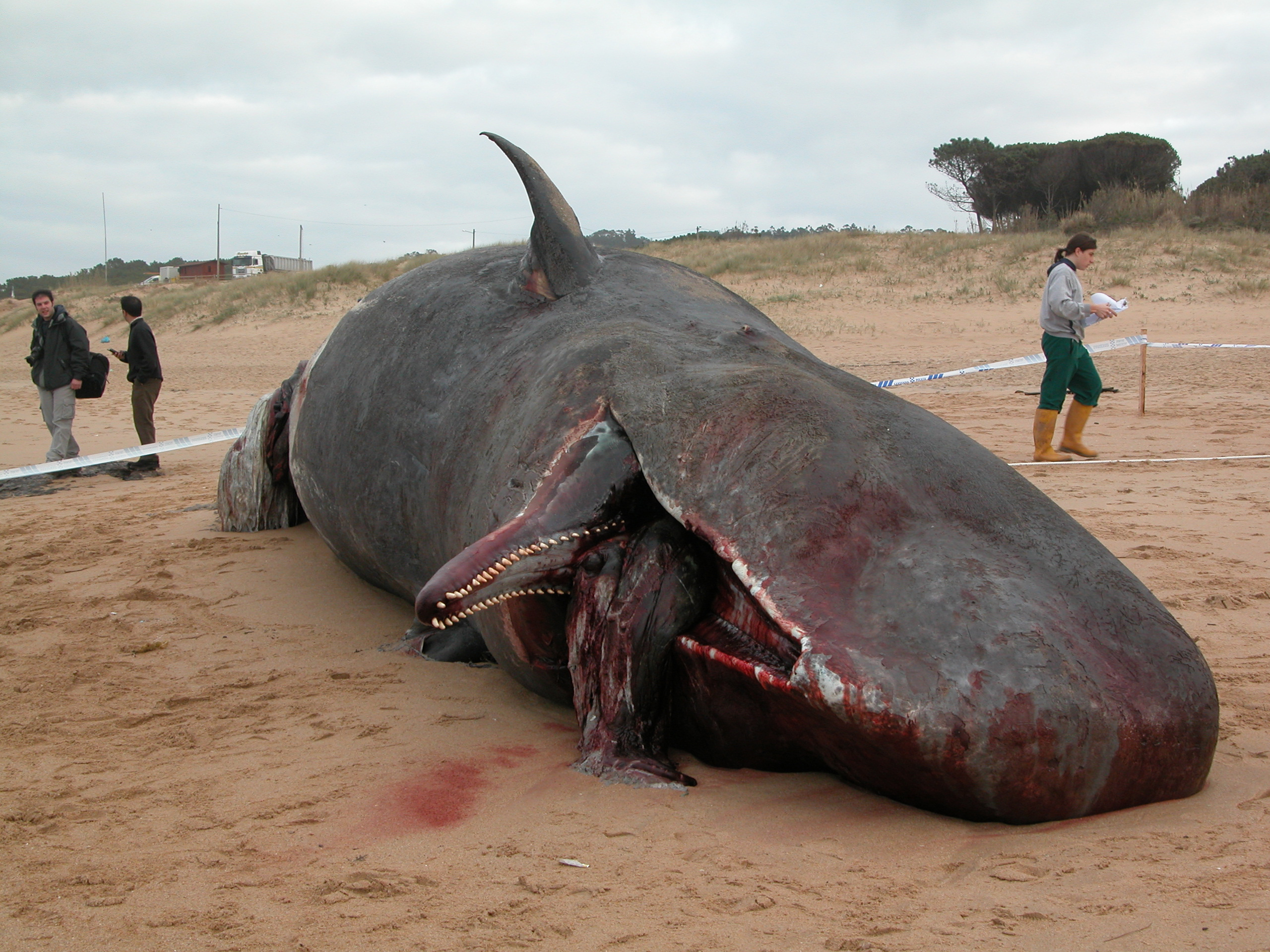
Een gestrande portvis in Sanxenxo, noordwestelijk Spanje. De doodsoorzaak van dit exemplaar is niet bekend.

Potvissen worden regelmatig aangevaren door schepen die de dieren ernstig kunnen verwonden of doden. Aangezien de scheepvaart een sector is die alsmaar groter wordt komen aanvaringen met potvissen steeds meer voor. De moderne supertankers bereiken een gewicht van meer dan 200.000 ton en varen met een snelheid tot ongeveer 40 kilometer per uur. Dergelijke schepen veroorzaken zeer sterke stromingen die zelfs grotere zeedieren zoals de potvis mee kunnen sleuren sleuren en verwondingen kunnen veroorzaken.
De dieren kunnen verstrikt raken in drijvende netten, vislijnen en andere vormen van visserijtechnieken. De dieren kunnen zich dan lastiger verplaatsen, moeilijker eten en dergelijke aanhangsels bemoeilijken ook de voortplanting of kunnen verwondingen veroorzaken die kunnen leiden tot de dood. Van de potvis is bekend dat ze ook actief vislijnen en -netten plunderen en vermoed wordt dat ze dit gedrag elkaar aanleren. Een nadeel is dat het gevaar op verstrikking groter wordt door een dergelijk gedrag.

#### Invloed van vervuiling
Potvissen zien drijvend afval op het water of objecten op de zeebodem soms aan voor voedsel, waardoor het wordt ingeslikt. Dat kan leiden tot inwendige verwondingen of verstoppingen. De potvis is kwetsbaar voor grote milieurampen, met name door menselijk handelen waarbij minerale olie in het water terecht komt. Een voorbeeld is de populatie van ongeveer 1500 potvissen die in de Golf van Mexico leven. Hier is een groot aantal boorplatforms aanwezig (ruim 4000) en een dicht netwerk van oliepijpleidingen (ongeveer 40.000 kilometer), evenals een groot aantal olietankers, waardoor de kans op olielekkages aanzienlijk is.
Over het effect van andere vloeibare vervuilingen in het water, zoals stikstofrijke afvallozingen (bijvoorbeeld uitgespoelde mest en rioolwater) en vervuiling van het zeewater met zware metalen is nog weinig bekend. Mogelijk ondervinden potvissen schade aan dergelijke vervuilingen omdat ze als top van de voedselketen relatief veel biomassa aan prooidieren eten.

#### Geluidshinder
Geluidshinder wordt bij zeedieren ook wel geluidsvervuiling genoemd en kan het welzijn ernstig verstoren. De geluiden van boten, windmolenparken en de aanleg van andere infrastructuur in en langs het water verstoren het gehoor van onder andere de potvis. Het zoeken naar voedsel, het communiceren met soortgenoten en het zich kunnen oriënteren in de omgeving wordt hierdoor bemoeilijkt. Uit onderzoek blijkt dat de potvis en andere soorten walvissen sonargeluiden verwarren met vijanden en hierdoor in de war raken en stress-symptomen vertonen. Met name sonarapparatuur kan zeer sterke geluidsniveaus bereiken waardoor de potvis ernstige gehoorschade kan oplopen. Onder andere de olie-industrie in de Golf van Mexico gebruikt akoestische technieken om olievelden in de zeebodem op te sporen wat mogelijk een negatief effect heeft op de communicatie van potvissen.

#### Klimaatverandering
De invloeden van klimaatverandering op de potvis zijn nog niet goed bekend en ook niet langdurig onderzocht. De verandering van de temperatuur in het water kan mogelijk gevolgen hebben voor het voedselaanbod en de migratieroutes van de dieren. De potvis leeft niet van plankton maar van grotere dieren die zich waarschijnlijk beter kunnen aanpassen aan veranderende omstandigheden. Walvisachtigen die wel van planktonische diertjes leven hebben waarschijnlijk meer te duchten van een veranderlijker milieu omdat hun prooidieren zich mogelijk minder goed kunnen aanpassen. Waarschijnlijk heeft klimaatverandering een geringe tot matige invloed op de leefomgeving van de dieren.

### Bescherming
De soort wordt door de IUCN sinds 1996 beschouwd als 'kwetsbaar' (vulnerable of VU). De populaties in de Middellandse Zee staan sinds 2006 te boek als 'bedreigd' (endangered of EN). De populaties in de Middellandse Zee bestaan uit minder dan 2500 individuen waarvan de volwassen dieren zich in een enkele groep verplaatsen. Bovendien zijn de dieren kwetsbaarder voor verstrikking in visnetten en aanvaringen met boten in vergelijking met populaties die op open zee leven.
Volgens sommige deskundigen werkt de Noordzee als een fuik voor de potvis. Onderweg van de tropen naar het noorden komen sommige dieren in de Noordzee terecht. Aangezien ze gewend zijn aan diep water kunnen ze niet omgaan met de hier aanwezige zandbanken. Ze raken gedesoriënteerd, vinden geen eten en raken verzwakt. Uiteindelijk stranden ze of sterven ze op zee. De recente toename van potvissen aan de Noordzeekusten is waarschijnlijk het gevolg van het einde van de potvisjacht in de jaren tachtig. Volgens tellingen waren er in de twintigste eeuw in totaal  21 strandingen, waarvan 10 in de periode 1990-2000. Tussen 2000 en 2016 waren er elf strandingen.
De potvis wordt door verschillende verdragen beschermd, die in de onderstaande tabel zijn weergegeven.
| Afkorting          | Organisatie       | Bereik                               |
| ------------------ | ----------------- | ------------------------------------ |
| ESA                | Verenigde Staten  | Bedreigd in het gehele gebied.       |
| MMPA               | Verenigde Staten  | Achteruitgaand in het gehele gebied. |
| CITES              | Wereldwijd        | Opgenomen in Bijlage II.             |
| SPAW               | Caraïbisch gebied | Opgenomen in Appendix II.            |
| IUCN (globaal)     | Wereldwijd        | Kwetsbaar                            |
| IUCN (mediterraan) | Middellandse Zee  | Bedreigd                             |

## De potvis in de cultuur
De potvis speelde met name in vroeger tijden een belangrijke rol in onder andere de Belgische en Nederlandse cultuur, voornamelijk door de walvisvaart, die de visserij veel geld heeft opgeleverd. In de Lage Landen werden strandingen van grote zeedieren ook in vroeger tijden door de bevolking erg spectaculair en zijn soms goed gedocumenteerd en geïllustreerd. Van een aantal strandingen zijn verschillende schilderijen bekend, de graveur Jan Wierix legde bijvoorbeeld de stranding van drie exemplaren in Ter Heijde vast. De stranding Wijk aan Zee in 1601 is geïllustreerd door onder andere Jan Saenredam en Jacob Matham. De stranding in Berkheide in 1598 is getekend door Gilliam van der Gouwen, Hans Sibmacher en een anonieme maker van een pamflet in 1599.

### Producten van de potvis

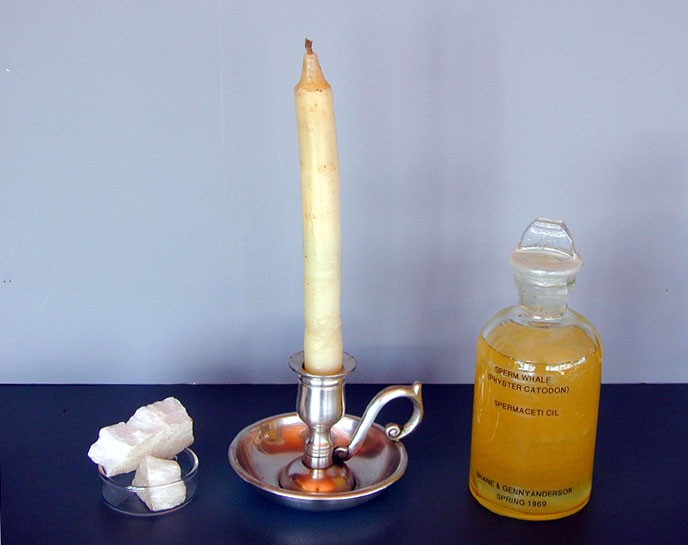
Walschotproducten; links in zuivere vorm, in het midden een kaars en rechts olie van walschot.

Het belangrijkste product dat uit de potvis en andere walvissen werd gewonnen is het spek. De speklaag van de potvis is tot dertig centimeter dik en hiermee veel dikker dan die van andere walvisachtigen. Dit komt omdat deze laag dient om het lichaam te beschermen tegen de lage temperatuur en de enorme waterdruk op de grote diepte waarop het dier foerageert. Traan van baleinwalvissen wordt vaak gebruikt als medicijn, bijvoorbeeld levertraan. De traan van de potvis wordt verkregen dor het spek uit te koken. Het is echter niet geschikt voor consumptie en kan alleen worden gebruikt voor technische doeleinden zoals als brandstof of als smeermiddel.
Walschot werd vroeger aangezien voor het sperma van de walvis, ondanks het feit dat het ook bij vrouwtjes wordt aangetroffen. Als het wordt gezuiverd bestaat walschot voornamelijk uit cetylpalmitaat en andere wasesters. Dit zijn esters van een vetzuur en een vetalcohol. Gezuiverd walschot van de potvis smelt bij een temperatuur van 44 graden Celsius. Wasesters kunnen tegenwoordig veel goedkoper synthetisch worden geproduceerd waardoor de jacht op potvissen in onbruik is geraakt. Walschot werd in de Middeleeuwen gebruikt voor prijzige kerkkaarsen die veel licht afgaven maar nauwelijks walmden. Daarnaast werd walschot gebruikt als medicijn tegen bloedingen en als pijnstiller. Later werd de was gebruikt als grondstof voor medicinale zalven.
Een afvalproduct uit de darmen van potvissen, amber, wordt gebruikt bij de productie van parfum. Het amber in de darmen van de potvis werd beschouwd als een sterk geconcentreerde versie van het 'sperma' in de kop van de potvis en moest dus wel een krachtig afrodisiacum zijn. Amber bestaat uit een onregelmatig gevormde, wasachtige klomp
Het ivoor van de tanden van de potvis werd gebruikt voor het maken van pianotoetsen, sieraden, knopen, fiches voor bijvoorbeeld casino's en andere gebruiksvoorwerpen. In Oceanië en in Nieuw-Zeeland werden de tanden aan elkaar geknoopt tot halskettingen.
Omdat ivoor een grondstof is die altijd van bedreigde dieren afkomstig is, valt het onder de CITES-wetgeving die de handel ervan aan banden legt. Alleen ivoor dat (aantoonbaar) verkregen is voor 3 maart 1947 kan nog legaal worden verhandeld. Voor muziekinstrumenten geld dat het ivoor voor 1975 verwerkt moet zijn in het instrument. Na een stranding van een potvis worden de tanden door natuurbeschermers vaak direct verwijderd en vernietigd om stroperij te voorkomen.